# Transports en commun de Saint-Denis
Citalis est un réseau de transport en commun de l'île de La Réunion, département d'outre-mer français dans le sud-ouest de l'océan Indien. Exploité par la Communauté intercommunale du nord de La Réunion, il dessert les communes de Saint-Denis, Sainte-Marie et Sainte-Suzanne mais celle de St Denis ferme c porte pour la première fois pendant 4 jours à cause de la grève CYTOYEN le 14 jusqu'àu 17 avril.2025 

## Historique
- 1976 fermeture du Ti Train, confortant le système monomodal du type "tout-auto"
- 1990 : premiers transports collectifs à Saint-Denis
- 2000 : Adoption du nom commercial "Citalis" en remplacement de "Saint-Denis Bus"
- 2010 : abandon du projet de tram-train pour La Réunion
- Réception du premier bus hybride électrique[1].
- 2016 : re-sructuration des lignes
- 2016/2017 : changement visuel Citalis
- 2017 : arrivée de nouveaux bus Citaro
- 2018 : Le projet de tram-train renait sous la forme du tramway de La Réunion
- 2019 : Introduction de la billetique magnétique et du flash QR code.
- 2022 : Ouverture d'une ligne de téléphérique, aussi nommée Papang

## Réseau De CITALIS

### Structure
Centré sur les zones densément peuplées, le réseau Citalis est très développé sur la zone littorale le long de l'avenue Leconte de Lisle, colonne vertébrale composée d'un site propre sur lequel circulent cinq lignes majeures: 1,5,6,7,8. Ce segment central relie la mairie de Saint-Denis au Chaudron, et par extension, le Centre commercial Carrefour Saint-Denis. Cette ligne est en BHNS en site propre et accueille plus de 35 000 voyageurs par jour. De nombreuses autres lignes innervent les hauts de la commune. L'ensemble des 67 lignes dépasse largement le simple périmètre de la commune de Saint-Denis. 
Les bus circulent entre 5 h et 20 h 30, et les arrêts les plus desservis sur le réseau le sont au moins 10 fois par heure. Les arrêts peuvent être un abribus ou une simple halte matérialisée par un panneau.
Citalis permet les déplacements intra-urbains et la jonction de localités limitrophes. Pour des déplacements de plus longue distance, les Cars Jaunes sont les vecteurs idéaux pour rallier les autres points de l'armature urbaine réunionnaise.

### Lignes de Saint-Denis
| Ligne | Caractéristiques | Caractéristiques | Caractéristiques | Caractéristiques | Caractéristiques | Caractéristiques | Caractéristiques | Caractéristiques | Caractéristiques |
| 1     | Station Téléphérique du Chaudron (Mairie du Chaudron) ⥋ Pôle d'Échanges Océan | Station Téléphérique du Chaudron (Mairie du Chaudron) ⥋ Pôle d'Échanges Océan                                           | Station Téléphérique du Chaudron (Mairie du Chaudron) ⥋ Pôle d'Échanges Océan                                           | Station Téléphérique du Chaudron (Mairie du Chaudron) ⥋ Pôle d'Échanges Océan                                           | Station Téléphérique du Chaudron (Mairie du Chaudron) ⥋ Pôle d'Échanges Océan                                           | Station Téléphérique du Chaudron (Mairie du Chaudron) ⥋ Pôle d'Échanges Océan                                           | Station Téléphérique du Chaudron (Mairie du Chaudron) ⥋ Pôle d'Échanges Océan                                           | Station Téléphérique du Chaudron (Mairie du Chaudron) ⥋ Pôle d'Échanges Océan                                           | Station Téléphérique du Chaudron (Mairie du Chaudron) ⥋ Pôle d'Échanges Océan                                           |
| ----- | --- | --- | --- | --- | --- | --- | --- | --- | --- |
| 1     | Ouverture / Fermeture 15 mars 2022 / — | Longueur 4 km | Durée 20 - 25 min | Nb. d’arrêts 13 (A) / 12 (R)                                                                                            | Matériel Solaris Urbino 18 - Mercedes-Benz Citaro - Solaris Urbino 12                                                   | Jours de fonctionnement L, Ma, Me, J, V, S                                                                              | Jour / Soir / Nuit / Fêtes O / N / N / N                                                                                | Voy. / an — | Dépôt — |
| 1     | Desserte : Saint-Denis : Le Chaudron, Sainte-Clotilde, Deux Canons, Butor / Marcadet, Saint-Jacques, Centre-Ville - Lieux desservis : Station Téléphérique du Chaudron, Mail du Chaudron, Collège du Chaudron, Église Sainte-Clotilde, Avenue du Maréchal de Lattre de Tassigny, Parc Aquatique, Cité Scolaire du Butor : Lycée Professionnel Julien de Rontaunay, Lycée Lislet Geoffroy, Lycée Leconte de Lisle, Cité des Arts, Rue du Maréchal-Leclerc, Petit Marché, Gare Routière de Saint-Denis - Arrêts desservis : Station Chaudron, Mail du Chaudron (aller), Lacroix, Sainte-Clotilde Centre, Banian, Deux Canons, Parc Aquatique, Butor - Cité des Arts, Hôtel des Impôts, Camp Jacquot, Saint-Jacques, Petit Marché - Océan, Océan | | | | | | | | |
| 1     | Autre : | | | | | | | | |
| 1     | Dernière actualisation : — | | | | | | | | |
| 5     | Stade de l'Est par Le Chaudron ⥋ Hôtel de ville de Saint-Denis | Stade de l'Est par Le Chaudron ⥋ Hôtel de ville de Saint-Denis                                                          | Stade de l'Est par Le Chaudron ⥋ Hôtel de ville de Saint-Denis                                                          | Stade de l'Est par Le Chaudron ⥋ Hôtel de ville de Saint-Denis                                                          | Stade de l'Est par Le Chaudron ⥋ Hôtel de ville de Saint-Denis                                                          | Stade de l'Est par Le Chaudron ⥋ Hôtel de ville de Saint-Denis                                                          | Stade de l'Est par Le Chaudron ⥋ Hôtel de ville de Saint-Denis                                                          | Stade de l'Est par Le Chaudron ⥋ Hôtel de ville de Saint-Denis                                                          | Stade de l'Est par Le Chaudron ⥋ Hôtel de ville de Saint-Denis                                                          |
| 5     | Ouverture / Fermeture — / — | Longueur 6,5 km | Durée 21-30 min | Nb. d’arrêts 20 | Matériel Solaris Urbino 18 - Mercedes-Benz Citaro - Solaris Urbino 12                                                   | Jours de fonctionnement L, Ma, Me, J, V, S, D                                                                           | Jour / Soir / Nuit / Fêtes O / N / N / O                                                                                | Voy. / an — | Dépôt — |
| 5     | Desserte : Saint-Denis : Commune Prima, Le Chaudron, Sainte-Clotilde, Deux Canons, Butor / Marcadet, Saint-Jacques, Centre-Ville - Lieux desservis : Stade Jean Ivoula, Parc des Expositions, Z.I. Chaudron : Rue Gabriel de Kerveguen, Rue Pierre Aubert, Rue Roger Payet, Mairie Annexe du Chaudron, Station Téléphérique du Chaudron, Mail du Chaudron, Collège du Chaudron, Église Sainte-Clotilde, Avenue du Maréchal de Lattre de Tassigny, Parc Aquatique, Cité Scolaire du Butor : Lycée Professionnel Julien de Rontaunay, Lycée Lislet Geoffroy, Lycée Leconte de Lisle, Cité des Arts, Rue du Maréchal-Leclerc, Petit Marché, Espace Leclerc, Rue Félix Guyon, Hôtel de Ville de Saint-Denis - Rue Pasteur - Arrêts desservis : Stade de l'Est, Parc des Expositions, ZEC Chaudron (A) / Manès (R), Pierre Aubert, Roger Payet, Station Chaudron, Mail du Chaudron, Lacroix, Sainte-Clotilde Centre, Banian, Deux Canons, Parc Aquatique, Butor - Cité des Arts, Hôtel des Impôts, Camp Jacquot, Saint-Jacques, Petit Marché, École Centrale, Rieul, Hôtel de Ville de Saint-Denis | | | | | | | | |
| 5     | Autre : | | | | | | | | |
| 5     | Dernière actualisation : — | | | | | | | | |
| 6     | Moufia - Les Flibustiers par Le Chaudron ⥋ Hôtel de ville de Saint-Denis | Moufia - Les Flibustiers par Le Chaudron ⥋ Hôtel de ville de Saint-Denis                                                | Moufia - Les Flibustiers par Le Chaudron ⥋ Hôtel de ville de Saint-Denis                                                | Moufia - Les Flibustiers par Le Chaudron ⥋ Hôtel de ville de Saint-Denis                                                | Moufia - Les Flibustiers par Le Chaudron ⥋ Hôtel de ville de Saint-Denis                                                | Moufia - Les Flibustiers par Le Chaudron ⥋ Hôtel de ville de Saint-Denis                                                | Moufia - Les Flibustiers par Le Chaudron ⥋ Hôtel de ville de Saint-Denis                                                | Moufia - Les Flibustiers par Le Chaudron ⥋ Hôtel de ville de Saint-Denis                                                | Moufia - Les Flibustiers par Le Chaudron ⥋ Hôtel de ville de Saint-Denis                                                |
| 6     | Ouverture / Fermeture — / — | Longueur 8 km | Durée 25 - 30 min | Nb. d’arrêts 26 (A) / 25 (R)                                                                                            | Matériel Solaris Urbino 18 - Mercedes-Benz Citaro - Solaris Urbino 12                                                   | Jours de fonctionnement L, Ma, Me, J, V, S, D                                                                           | Jour / Soir / Nuit / Fêtes O / N / N / O                                                                                | Voy. / an — | Dépôt — |
| 6     | Desserte : Saint-Denis : Le Moufia , Le Chaudron, Sainte-Clotilde, Deux Canons, Butor / Marcadet, Saint-Jacques, Centre-Ville - Lieux desservis : Résidence Les Flibustiers, Mairie Annexe du Moufia, Station Téléphérique Bancoul, Rue Georges Guichard, Station Téléphérique Moufia, Avenue Georges Brassens, Lycée Georges Brassens, Lycée Professionnel L'Horizon, Conseil Régional, CROUS, Avenue Hippolyte Foucque, Mail du Chaudron, Collège du Chaudron, Église Sainte-Clotilde, Avenue du Maréchal de Lattre de Tassigny, Parc Aquatique, Cité Scolaire du Butor : Lycée Professionnel Julien de Rontaunay, Lycée Lislet Geoffroy, Lycée Leconte de Lisle, Cité des Arts, Rue du Maréchal-Leclerc, Petit Marché, Espace Leclerc, Rue Félix Guyon, Hôtel de Ville de Saint-Denis - Rue Pasteur - Arrêts desservis : Moufia - Les Flibustiers, Mairie du Moufia, Station Bancoul, Bancouliers, Pierre et Sable, Station Moufia, LP Moufia, La Marianne, Hôtel de Région - Université, DDASS (A), Cité Universitaire, Rontaunay, Mail du Chaudron, Sainte-Clotilde Centre, Banian, Deux Canons, Parc Aquatique, Butor - Cité des Arts, Hôtel des Impôts, Camp Jacquot, Saint-Jacques, Petit Marché, École Centrale, Rieul, Hôtel de Ville de Saint-Denis                                                                  | | | | | | | | |
| 6     | Autre : Un service scolaire Mairie du Chaudron vers Lycée Bois-de-Nèfles est présent le matin, le mercredi midi et l'après-midi en semaine. | | | | | | | | |
| 6     | Dernière actualisation : — | | | | | | | | |
| 7     | Moufia - Les Flibustiers par la Clinique Sainte-Clotilde ⥋ Hôtel de ville de Saint-Denis | Moufia - Les Flibustiers par la Clinique Sainte-Clotilde ⥋ Hôtel de ville de Saint-Denis                                | Moufia - Les Flibustiers par la Clinique Sainte-Clotilde ⥋ Hôtel de ville de Saint-Denis                                | Moufia - Les Flibustiers par la Clinique Sainte-Clotilde ⥋ Hôtel de ville de Saint-Denis                                | Moufia - Les Flibustiers par la Clinique Sainte-Clotilde ⥋ Hôtel de ville de Saint-Denis                                | Moufia - Les Flibustiers par la Clinique Sainte-Clotilde ⥋ Hôtel de ville de Saint-Denis                                | Moufia - Les Flibustiers par la Clinique Sainte-Clotilde ⥋ Hôtel de ville de Saint-Denis                                | Moufia - Les Flibustiers par la Clinique Sainte-Clotilde ⥋ Hôtel de ville de Saint-Denis                                | Moufia - Les Flibustiers par la Clinique Sainte-Clotilde ⥋ Hôtel de ville de Saint-Denis                                |
| 7     | Ouverture / Fermeture — / — | Longueur 7,6 km | Durée 24-42 min | Nb. d’arrêts 24 | Matériel Mercedes-Benz Citaro - Solaris Urbino 12                                                                       | Jours de fonctionnement L, Ma, Me, J, V, S, D                                                                           | Jour / Soir / Nuit / Fêtes O / N / N / O                                                                                | Voy. / an — | Dépôt — |
| 7     | Desserte : Saint-Denis : Le Moufia, Sainte-Clotilde, Deux Canons, Butor / Marcadet, Saint-Jacques, Centre-Ville - Lieux desservis : Résidence Les Flibustiers, IRSAM, Station Téléphérique Moufia, Lycée Georges Brassens, Rectorat de la Réunion, Université de la Réunion, Avenue Georges Brassens, Clinique Sainte-Clotilde, Route du Bois-de-Nèfles, Rue Nantier Didiée, Les Tamarins, Rue Lory-les-Hauts, Église Sainte-Clotilde, Avenue du Maréchal de Lattre de Tassigny, Parc Aquatique, Cité Scolaire du Butor : Lycée Professionnel Julien de Rontaunay, Lycée Lislet Geoffroy, Lycée Leconte de Lisle, Cité des Arts, Rue du Maréchal-Leclerc, Petit Marché, Espace Leclerc, Rue Félix Guyon, Hôtel de Ville de Saint-Denis - Rue Pasteur - Arrêts desservis : Moufia Les Flibustiers, IRSAM, Station Moufia, Rectorat, ZAC 2 Moufia, Margozes, Clinique Sainte-Clotilde, Papayers, Les Hirondelles, Nantier Didiée, Tamarins, Lory-les-Hauts, Sainte-Clotilde Centre, Banian, Deux Canons, Parc Aquatique, Butor - Cité des Arts, Hôtel des Impôts, Camp Jacquot, Saint-Jacques, Petit Marché, École Centrale, Rieul, Hôtel de Ville de Saint-Denis | | | | | | | | |
| 7     | Autre : Un service scolaire Mairie du Chaudron vers Lycée Bois-de-Nèfles est présent le matin, le mercredi midi et l'après-midi en semaine. | | | | | | | | |
| 7     | Dernière actualisation : — | | | | | | | | |
| 8     | Station Bancoul ↔ Moufia - Les Flibustiers ⥋ Hôtel de ville de Saint-Denis | Station Bancoul ↔ Moufia - Les Flibustiers ⥋ Hôtel de ville de Saint-Denis                                              | Station Bancoul ↔ Moufia - Les Flibustiers ⥋ Hôtel de ville de Saint-Denis                                              | Station Bancoul ↔ Moufia - Les Flibustiers ⥋ Hôtel de ville de Saint-Denis                                              | Station Bancoul ↔ Moufia - Les Flibustiers ⥋ Hôtel de ville de Saint-Denis                                              | Station Bancoul ↔ Moufia - Les Flibustiers ⥋ Hôtel de ville de Saint-Denis                                              | Station Bancoul ↔ Moufia - Les Flibustiers ⥋ Hôtel de ville de Saint-Denis                                              | Station Bancoul ↔ Moufia - Les Flibustiers ⥋ Hôtel de ville de Saint-Denis                                              | Station Bancoul ↔ Moufia - Les Flibustiers ⥋ Hôtel de ville de Saint-Denis                                              |
| 8     | Ouverture / Fermeture — / — | Longueur 8,2 km | Durée 23-40 min | Nb. d’arrêts 24 | Matériel Mercedes-Benz Citaro - Solaris Urbino 12                                                                       | Jours de fonctionnement L, Ma, Me, J, V, S, D                                                                           | Jour / Soir / Nuit / Fêtes O / N / N / O                                                                                | Voy. / an — | Dépôt — |
| 8     | Desserte : Saint-Denis : Bois-de-Nèfles, Le Moufia, Le Chaudron, Sainte-Clotilde, Deux Canons, Butor / Marcadet, Saint-Jacques, Centre-Ville - Lieux desservis : Lycée Polyvalent Nord - Bois-de-Nèfles, Collège Bois-de-Nèfles, Station Téléphérique Bancoul, Mairie Annexe du Moufia, Résidence Les Flibustiers, Rue Georges Guichard, Avenue Marcel Hoarau, Route du Moufia, Moufia II, Avenue Leconte de Lisle, Mail du Chaudron, Collège du Chaudron, Église Sainte-Clotilde, Avenue du Maréchal de Lattre de Tassigny, Parc Aquatique, Cité Scolaire du Butor : Lycée Professionnel Julien de Rontaunay, Lycée Lislet Geoffroy, Lycée Leconte de Lisle, Cité des Arts, Rue du Maréchal-Leclerc, Petit Marché, Galerie Leclerc, Rue Félix Guyon, Hôtel de Ville de Saint-Denis - Rue Pasteur - Arrêts desservis : Station Bancoul, Mairie du Moufia, Moufia-les-Flibustiers, Lianes Aurores, La Chapelle, Moulin à Vent, Cité Roland Garros, Moufia-les-Bas, Les Foucherolles, Leconte de Lisle, Mail du Chaudron, Lacroix, Sainte-Clotilde Centre, Banian, Deux Canons, Parc Aquatique, Butor - Cité des Arts, Hôtel des Impôts, Camp Jacquot, Saint-Jacques, Petit Marché, École Centrale, Rieul, Hôtel de Ville de Saint-Denis                                                                                          | | | | | | | | |
| 8     | Autre : | | | | | | | | |
| 8     | Dernière actualisation : — | | | | | | | | |
| 10    | Parc Aquatique par Bellepierre ⥋ Hôtel de ville de Saint-Denis | Parc Aquatique par Bellepierre ⥋ Hôtel de ville de Saint-Denis                                                          | Parc Aquatique par Bellepierre ⥋ Hôtel de ville de Saint-Denis                                                          | Parc Aquatique par Bellepierre ⥋ Hôtel de ville de Saint-Denis                                                          | Parc Aquatique par Bellepierre ⥋ Hôtel de ville de Saint-Denis                                                          | Parc Aquatique par Bellepierre ⥋ Hôtel de ville de Saint-Denis                                                          | Parc Aquatique par Bellepierre ⥋ Hôtel de ville de Saint-Denis                                                          | Parc Aquatique par Bellepierre ⥋ Hôtel de ville de Saint-Denis                                                          | Parc Aquatique par Bellepierre ⥋ Hôtel de ville de Saint-Denis                                                          |
| 10    | Ouverture / Fermeture — / — | Longueur 9 km | Durée 25-38 min | Nb. d’arrêts 22.5 | Matériel Mercedes-Benz Citaro - Solaris Urbino 12                                                                       | Jours de fonctionnement L, Ma, Me, J, V, S, D                                                                           | Jour / Soir / Nuit / Fêtes O / N / N / O                                                                                | Voy. / an — | Dépôt — |
| 10    | Desserte : Saint-Denis : Butor, Champ Fleuri, Les Camélias, La Providence, Ruisseau des Noirs, Bellepierre, Centre-Ville - Lieux desservis : Lycée Professionnel Julien de Rontaunay, Parc Aquatique, Vélodrome, Archives Départementales de la Réunion, Sécurité Sociale, Rue Monseigneur Mondon, Boulevard de la Providence, Rue des Manguiers, Boulevard Gaston Monerville, Lycée Bellepierre, Allée des Topazes, Centre Hospitalier Félix Guyon, Hôpital d'Enfants, Jardin de l'État, Rue de Paris, Hôtel de Ville de Saint-Denis - Rue Pasteur - Arrêts desservis : Parc Aquatique, Médiathèque, Champ Fleuri, Sécurité Sociale, Notre Dame, Mondon, Doret, Cité Papaya, Rue des Manguiers (A), Avé Maria, Franciscéas, Le Maïdo, Lycée de Bellepierre, Saphirs, École Normale, CHD, Camp Ozoux, Hôpital d'Enfants, Jardin de l'État, Roland Garros, Paris, Hôtel de Ville de Saint-Denis | | | | | | | | |
| 10    | Autre : Dimanches et jours fériés : Terminus Stade de l'Est (via ligne 15) | | | | | | | | |
| 10    | Dernière actualisation : — | | | | | | | | |
| 11    | Collège Montgaillard ⥋ Victoire | Collège Montgaillard ⥋ Victoire                                                                                         | Collège Montgaillard ⥋ Victoire                                                                                         | Collège Montgaillard ⥋ Victoire                                                                                         | Collège Montgaillard ⥋ Victoire                                                                                         | Collège Montgaillard ⥋ Victoire                                                                                         | Collège Montgaillard ⥋ Victoire                                                                                         | Collège Montgaillard ⥋ Victoire                                                                                         | Collège Montgaillard ⥋ Victoire                                                                                         |
| 11    | Ouverture / Fermeture — / — | Longueur 6,8 km | Durée 21-31 min | Nb. d’arrêts 21.5 | Matériel Mercedes-Benz Citaro - Solaris Urbino 12                                                                       | Jours de fonctionnement L, Ma, Me, J, V, S, D                                                                           | Jour / Soir / Nuit / Fêtes O / N / N / O                                                                                | Voy. / an — | Dépôt — |
| 11    | Desserte : Saint-Denis : Montgaillard, Les Camélias, La Providence, Ruisseau des Noirs, La Source, Centre-Ville, Le Barachois - Lieux desservis : Collège Montgaillard, Chemin de la Vierge, Rocade de l'Oasis, Rue des Camélias, Boulevard Notre-Dame de la Trinité, Château Morange, Rue Monseigneur Mondon, Boulevard de la Providence, Rue des Manguiers, Rue Hubert de Lisle, Rue de la Source, Jardin de l'État, Hôtel de ville de Saint-Denis - Rue de Paris, Avenue de la Victoire, Préfecture de la Réunion - Arrêts desservis : CES Montgaillard, Cité de la Vierge, La Vierge, L'Oasis, Le Verger, Camélias, Les Sapents, Cocotiers, Château Morange, Notre Dame, Mondon, Doret, Cité Papaya, Rue des Manguiers (A), Avé Maria, Hubert de Lisle, Couvent, Routiers, Hôpital d'Enfants, Jardin de l'État, Roland Garros, Paris, Hôtel de Ville de Saint-Denis, Victoire | | | | | | | | |
| 11    | Autre : | | | | | | | | |
| 11    | Dernière actualisation : — | | | | | | | | |
| 12    | Bellepierre - Les Restanques ⥋ Hôtel de ville de Saint-Denis | Bellepierre - Les Restanques ⥋ Hôtel de ville de Saint-Denis                                                            | Bellepierre - Les Restanques ⥋ Hôtel de ville de Saint-Denis                                                            | Bellepierre - Les Restanques ⥋ Hôtel de ville de Saint-Denis                                                            | Bellepierre - Les Restanques ⥋ Hôtel de ville de Saint-Denis                                                            | Bellepierre - Les Restanques ⥋ Hôtel de ville de Saint-Denis                                                            | Bellepierre - Les Restanques ⥋ Hôtel de ville de Saint-Denis                                                            | Bellepierre - Les Restanques ⥋ Hôtel de ville de Saint-Denis                                                            | Bellepierre - Les Restanques ⥋ Hôtel de ville de Saint-Denis                                                            |
| 12    | Ouverture / Fermeture — / — | Longueur 7,2 km | Durée 22-31 min | Nb. d’arrêts 22 | Matériel Heuliez GX 137                                                                                                 | Jours de fonctionnement L, Ma, Me, J, V, S, D                                                                           | Jour / Soir / Nuit / Fêtes O / N / N / O                                                                                | Voy. / an — | Dépôt — |
| 12    | Desserte : Saint-Denis : Bellepierre, Centre-Ville - Lieux desservis : Résidence Les Restanques, Bassin Couderc, Église Sainte-Monique, Allée des Topazes, Mairie Annexe de Bellepierre, Centre Hospitalier Félix Guyon, Hôpital d'Enfants, Jardin de l'État, Rue de Paris, Hôtel de Ville de Saint-Denis - Rue Pasteur - Arrêts desservis : Les Restanques, Bassin Couderc, Tourmalines, Sainte-Monique, Améthystes, Émeraudes, Citrines, Topazes, Béryls Bleus, Grenats, Rubis, Bellepierre, Saphirs, École Normale, CHD, Camp Ozoux, Félix Guyon, Hôpital d'Enfants, Jardin de l'État, Roland Garros, Paris, Hôtel de Ville de Saint-Denis | | | | | | | | |
| 12    | Autre : La ligne effectue son départ à l'arrêt Bassin Couderc. | | | | | | | | |
| 12    | Dernière actualisation : — | | | | | | | | |
| 12a   | Le Brûlé - Auberge Val Fleuri ⥋ Bassin Couderc | Le Brûlé - Auberge Val Fleuri ⥋ Bassin Couderc                                                                          | Le Brûlé - Auberge Val Fleuri ⥋ Bassin Couderc                                                                          | Le Brûlé - Auberge Val Fleuri ⥋ Bassin Couderc                                                                          | Le Brûlé - Auberge Val Fleuri ⥋ Bassin Couderc                                                                          | Le Brûlé - Auberge Val Fleuri ⥋ Bassin Couderc                                                                          | Le Brûlé - Auberge Val Fleuri ⥋ Bassin Couderc                                                                          | Le Brûlé - Auberge Val Fleuri ⥋ Bassin Couderc                                                                          | Le Brûlé - Auberge Val Fleuri ⥋ Bassin Couderc                                                                          |
| 12a   | Ouverture / Fermeture — / — | Longueur 8 km | Durée 26 min | Nb. d’arrêts 23 | Matériel Mercedes Vehixel - Taxibus                                                                                     | Jours de fonctionnement L, Ma, Me, J, V, S, D                                                                           | Jour / Soir / Nuit / Fêtes O / N / N / O                                                                                | Voy. / an — | Dépôt — |
| 12a   | Desserte : Saint-Denis : Le Brûlé, Bellepierre - Lieux desservis : Auberge Val Fleuri, Route Forestière de la Roche Écrite, Village du Brûlé, Canal du Brûlé, Route des Bambous, Résidence les Restanques, Bassin Couderc - Arrêts desservis : Val Fleuri, Au Banc, Bras Maho, Les Plantins, La Vigne, Chemin de la Roche Écrite, Brûlé, Les Azalées, Évariste de Parny, Allée du Domaine, Félicien Vincent, Arfuts, Étienne de la Boétie, Bambous PK9, Citerne, Lys, Arthur Rimbaud, Les Fanjans, Les Mandarines, Les Avocats, Pluie d'Or, Les Vétyvers, Jean de la Fontaine, Les Restanques, Bassin Couderc | | | | | | | | |
| 12a   | Autre : Seuls les départs de 6:38, de 11:23, de 15:17 et de 17:14 depuis Bassin Couderc ont pour terminus Val Fleuri. Ceux de 5:20, de 6:13 ont pour terminus Brûlé. Les autres ont tous pour direction Au Banc. | | | | | | | | |
| 12a   | Dernière actualisation : — | | | | | | | | |
| 12b   | Jolie Vue ⥋ Bellepierre | Jolie Vue ⥋ Bellepierre                                                                                                 | Jolie Vue ⥋ Bellepierre                                                                                                 | Jolie Vue ⥋ Bellepierre                                                                                                 | Jolie Vue ⥋ Bellepierre                                                                                                 | Jolie Vue ⥋ Bellepierre                                                                                                 | Jolie Vue ⥋ Bellepierre                                                                                                 | Jolie Vue ⥋ Bellepierre                                                                                                 | Jolie Vue ⥋ Bellepierre                                                                                                 |
| 12b   | Ouverture / Fermeture — / — | Longueur 2,1 km | Durée 8-10 min | Nb. d’arrêts 10 | Matériel Taxibus | Jours de fonctionnement L, Ma, Me, J, V, S                                                                              | Jour / Soir / Nuit / Fêtes O / N / N / N                                                                                | Voy. / an — | Dépôt — |
| 12b   | Desserte : Saint-Denis : Bellepierre - Lieux desservis : Allée des Perles, Allée des Corindons, Allée des Citrines, Allée des Spinelles, Allée des Granits, Allée des Rubis, Allée des Topazes, Mairie Annexe - Arrêts desservis : Jolie Vue, Les Perles, Corindons, La Route, Bras de la Source, Grenadines, Montplaisir, Granits, Rubis, Bellepierre | | | | | | | | |
| 12b   | Autre : | | | | | | | | |
| 12b   | Dernière actualisation : — | | | | | | | | |
| 13    | Résidence le Belvédère ⥋ Victoire | Résidence le Belvédère ⥋ Victoire                                                                                       | Résidence le Belvédère ⥋ Victoire                                                                                       | Résidence le Belvédère ⥋ Victoire                                                                                       | Résidence le Belvédère ⥋ Victoire                                                                                       | Résidence le Belvédère ⥋ Victoire                                                                                       | Résidence le Belvédère ⥋ Victoire                                                                                       | Résidence le Belvédère ⥋ Victoire                                                                                       | Résidence le Belvédère ⥋ Victoire                                                                                       |
| 13    | Ouverture / Fermeture — / — | Longueur 6,5 km | Durée 24-38 min | Nb. d’arrêts 19(A) - 17(R)                                                                                              | Matériel Otokar Vectio - Isuzu Visigo                                                                                   | Jours de fonctionnement L, Ma, Me, J, V, S, D                                                                           | Jour / Soir / Nuit / Fêtes O / N / N / O                                                                                | Voy. / an — | Dépôt — |
| 13    | Desserte : Saint-Denis : Les Camélias, Vauban, Marcadet, Saint-Jacques, Centre-Ville, Le Barachois - Lieux desservis : Résidence Le Belvédère, Rampes de Saint-François, La Chaumière, Boulevard Doret, Sécurité Sociale, Vauban, Rue Général de Gaulle / Rue Monthyon, Collège Saint-Michel, Petit Marché, Galerie Leclerc, Rue Félix Guyon, Hôtel de ville de Saint-Denis - Rue de Paris, Avenue de la Victoire, Préfecture de la Réunion - Arrêts desservis : Belvédère, AFPAR, Les Aloès, Hibiscus, Mondon, Notre Dame, Sécurité Sociale, Bouvet, Lataniers, De Gaulle (A), Monthyon (R), Voltaire, Ruelle Acoly (A), Saint-Bernard (A), Saint-Michel, Petit Marché, École Centrale, Rieul, Hôtel de Ville de Saint-Denis, Victoire | | | | | | | | |
| 13    | Autre : Dimanches et jours fériés : la ligne est assurée par un taxibus de 9 places. | | | | | | | | |
| 13    | Dernière actualisation : — | | | | | | | | |
| 14    | Montgaillard - Allée des Gloxinias ⥋ Pôle d'Échanges Océan | Montgaillard - Allée des Gloxinias ⥋ Pôle d'Échanges Océan                                                              | Montgaillard - Allée des Gloxinias ⥋ Pôle d'Échanges Océan                                                              | Montgaillard - Allée des Gloxinias ⥋ Pôle d'Échanges Océan                                                              | Montgaillard - Allée des Gloxinias ⥋ Pôle d'Échanges Océan                                                              | Montgaillard - Allée des Gloxinias ⥋ Pôle d'Échanges Océan                                                              | Montgaillard - Allée des Gloxinias ⥋ Pôle d'Échanges Océan                                                              | Montgaillard - Allée des Gloxinias ⥋ Pôle d'Échanges Océan                                                              | Montgaillard - Allée des Gloxinias ⥋ Pôle d'Échanges Océan                                                              |
| 14    | Ouverture / Fermeture — / — | Longueur 8,3 km | Durée 28-40 min | Nb. d’arrêts 28 | Matériel Heuliez GX 137                                                                                                 | Jours de fonctionnement L, Ma, Me, J, V, S, D                                                                           | Jour / Soir / Nuit / Fêtes O / N / N / O                                                                                | Voy. / an — | Dépôt — |
| 14    | Desserte : Saint-Denis : Montgaillard, La Trinité, Les Camélias, Vauban, Centre-Ville - Lieux desservis : Montgaillard-les-Hauts, Route de Montgaillard, Rue du Stade, Hôtel le Créolia, Collège Montgaillard, Parc de la Trinité, Rue des Poivriers, Église de la Trinité, Boulevard Notre-Dame de la Trinité, Château Morange, Sécurité Sociale, Rue Bois-de-Nèfles / Tranchée Couverte, Jardin de l'État, Hôtel de ville de Saint-Denis - Rue de Paris , Rue Félix Guyon / Rue Labourdonnais, Gare Routière de Saint-Denis - Arrêts desservis : Allée des Gloxinias, Les Gloxinias, Cité Morange, Aubépines, Bella Vista, Ruelle, La Verdure, Stade, Collège Montgaillard, Cité de la Vierge, Stella, Madagascar, Parc de la Trinité, Trinité, Azéma, Zola, Château Morange, Sécurité Sociale, Jacob (A), Dierx, Rue des Manguiers, Jardin de l'État, Roland Garros, Paris, Rieul (A), École Centrale (A), Petit Marché (A), Hôtel de Ville de Saint-Denis (R), Lacaze (R), Dodu (R), Gare Routière (R), Océan | | | | | | | | |
| 14    | Autre : | | | | | | | | |
| 14    | Dernière actualisation : — | | | | | | | | |
| 15    | Stade de l'Est par Le Moufia ⥋ Parc Aquatique | Stade de l'Est par Le Moufia ⥋ Parc Aquatique                                                                           | Stade de l'Est par Le Moufia ⥋ Parc Aquatique                                                                           | Stade de l'Est par Le Moufia ⥋ Parc Aquatique                                                                           | Stade de l'Est par Le Moufia ⥋ Parc Aquatique                                                                           | Stade de l'Est par Le Moufia ⥋ Parc Aquatique                                                                           | Stade de l'Est par Le Moufia ⥋ Parc Aquatique                                                                           | Stade de l'Est par Le Moufia ⥋ Parc Aquatique                                                                           | Stade de l'Est par Le Moufia ⥋ Parc Aquatique                                                                           |
| 15    | Ouverture / Fermeture 1er Avril 2016 / — | Longueur 5,7 km | Durée 18-30 min | Nb. d’arrêts 16.5 | Matériel Temsa LF12 - Otokar Territo U - Temsa LD12SB Plus                                                              | Jours de fonctionnement L, Ma, Me, J, V, S, D                                                                           | Jour / Soir / Nuit / Fêtes O / N / N / O                                                                                | Voy. / an — | Dépôt — |
| 15    | Desserte : Saint-Denis : Commune Prima, Le Moufia, Deux Canons, Butor - Lieux desservis : Stade Jean Ivoula, Rue Victor Schœlcher, ZAC Foucherolles, Conseil Régional, Avenue Georges Brassens, Lycée Professionnel L'Horizon, Lycée Georges Brassens, Rectorat de la Réunion, Université de la Réunion, Boulevard Jean Jaurès, Immeuble Futura, Avenue Stanislas Gimart, Lycée Professionnel Amiral Lacaze, Collège Deux Canons, Avenue Maréchal de Lattre de Tassigny, Parc Aquatique, Lycée Professionnel Julien de Rontaunay - Arrêts desservis : Stade de l'Est, Schœlcher, Jaurès, DDASS (R), Hôtel de Région - Université, La Marianne, LP Moufia, Rectorat, ZAC 2 Moufia, Margozes, Cafés de Chine, Futura, Futura Sapotiers, LP Amiral Lacaze, Collège Deux Canons, Deux Canons, Parc Aquatique | | | | | | | | |
| 15    | Autre : - Dimanches et jours fériés : Terminus Hôtel de Ville de Saint-Denis (via ligne 10) - Présence d'un service scolaire le matin, le mercredi midi et l'après-midi en semaine pour les élèves du Lycée de Bellepierre. | | | | | | | | |
| 15    | Dernière actualisation : — | | | | | | | | |
| 16    | Bas de la Rivière ⥋ Hôtel de ville de Saint-Denis | Bas de la Rivière ⥋ Hôtel de ville de Saint-Denis                                                                       | Bas de la Rivière ⥋ Hôtel de ville de Saint-Denis                                                                       | Bas de la Rivière ⥋ Hôtel de ville de Saint-Denis                                                                       | Bas de la Rivière ⥋ Hôtel de ville de Saint-Denis                                                                       | Bas de la Rivière ⥋ Hôtel de ville de Saint-Denis                                                                       | Bas de la Rivière ⥋ Hôtel de ville de Saint-Denis                                                                       | Bas de la Rivière ⥋ Hôtel de ville de Saint-Denis                                                                       | Bas de la Rivière ⥋ Hôtel de ville de Saint-Denis                                                                       |
| 16    | Ouverture / Fermeture 1er Avril 2016 / — | Longueur 5 km | Durée 16-21 min | Nb. d’arrêts 13 | Matériel Heuliez GX 127 - Isuzu Novo Ultra                                                                              | Jours de fonctionnement L, Ma, Me, J, V, S, D                                                                           | Jour / Soir / Nuit / Fêtes O / N / N / O                                                                                | Voy. / an — | Dépôt — |
| 16    | Desserte : Saint-Denis : Bas de la Rivière, La Redoute, La Petite-Île, Le Barachois, Centre-Ville - Lieux desservis : Collège Jules Reydellet, Rue de la République, Stade de La Redoute, Rue des Bois Noirs, Rue de la Ravine Gentille, Rue Militaire, Caserne Lambert, Rue de la Boulangerie, Préfecture de la Réunion, Avenue de la Victoire, Rue de Paris, Hôtel de Ville de Saint-Denis - Rue Pasteur - Arrêts desservis : Bas de la Rivière, Reydellet, Fontaine Tortue, Redoute, Caserne, Petite-Île, La Colombe, Ravine Gentille, La Cayenne, Caserne, Le Pont, Victoire, Hôtel de Ville de Saint-Denis | | | | | | | | |
| 16    | Autre : Dimanches et jours fériés : la ligne est assurée par un taxibus de 9 places. | | | | | | | | |
| 16    | Dernière actualisation : — | | | | | | | | |
| 19    | Parc Aquatique via Rue Monthyon ⥋ Victoire | Parc Aquatique via Rue Monthyon ⥋ Victoire                                                                              | Parc Aquatique via Rue Monthyon ⥋ Victoire                                                                              | Parc Aquatique via Rue Monthyon ⥋ Victoire                                                                              | Parc Aquatique via Rue Monthyon ⥋ Victoire                                                                              | Parc Aquatique via Rue Monthyon ⥋ Victoire                                                                              | Parc Aquatique via Rue Monthyon ⥋ Victoire                                                                              | Parc Aquatique via Rue Monthyon ⥋ Victoire                                                                              | Parc Aquatique via Rue Monthyon ⥋ Victoire                                                                              |
| 19    | Ouverture / Fermeture — / — | Longueur 6,3 km | Durée 20-30 min | Nb. d’arrêts 15.5 | Matériel Isuzu Citibus                                                                                                  | Jours de fonctionnement L, Ma, Me, J, V, S, D                                                                           | Jour / Soir / Nuit / Fêtes O / N / N / O                                                                                | Voy. / an — | Dépôt — |
| 19    | Desserte : Saint-Denis : Le Butor, Champ Fleuri, Les Camélias, Vauban, Centre-Ville, Le Barachois - Lieux desservis : Lycée Professionnel Julien de Rontaunay, Parc Aquatique, Vélodrome, Boulevard Notre-Dame de la Trinité, Château Morange, Sécurité Sociale, Archives Départementales de la Réunion, Théâtre de Champ-Fleuri, Tribunal de Saint-Denis, Rue Monthyon, Supermarché Monthyon, Rue Mazagran, Collège Bourbon, Jardin de l'État, Hôtel de ville de Saint-Denis - Rue de Paris, Avenue de la Victoire, Préfecture de la Réunion - Arrêts desservis : Parc Aquatique, Médiathèque, Azéma, Zola, Château Morange, Sécurité Sociale, Tribunal, Lataniers, Monthyon, Mazagran, Collège Bourbon (A), Jardin de l'État, Roland Garros, Paris, Hôtel de Ville de Saint-Denis, Victoire | | | | | | | | |
| 19    | Autre : | | | | | | | | |
| 19    | Dernière actualisation : — | | | | | | | | |
| 20    | Ruisseau Blanc ↔ Vigie ⥋ Église Saint-Gabriel ↔ Ruisseau Blanc | Ruisseau Blanc ↔ Vigie ⥋ Église Saint-Gabriel ↔ Ruisseau Blanc                                                          | Ruisseau Blanc ↔ Vigie ⥋ Église Saint-Gabriel ↔ Ruisseau Blanc                                                          | Ruisseau Blanc ↔ Vigie ⥋ Église Saint-Gabriel ↔ Ruisseau Blanc                                                          | Ruisseau Blanc ↔ Vigie ⥋ Église Saint-Gabriel ↔ Ruisseau Blanc                                                          | Ruisseau Blanc ↔ Vigie ⥋ Église Saint-Gabriel ↔ Ruisseau Blanc                                                          | Ruisseau Blanc ↔ Vigie ⥋ Église Saint-Gabriel ↔ Ruisseau Blanc                                                          | Ruisseau Blanc ↔ Vigie ⥋ Église Saint-Gabriel ↔ Ruisseau Blanc                                                          | Ruisseau Blanc ↔ Vigie ⥋ Église Saint-Gabriel ↔ Ruisseau Blanc                                                          |
| 20    | Ouverture / Fermeture — / — | Longueur 6,8 km | Durée 20 min | Nb. d’arrêts 21 | Matériel Temsa MD 9 LE €6                                                                                               | Jours de fonctionnement L, Ma, Me, J, V, S                                                                              | Jour / Soir / Nuit / Fêtes O / N / N / N                                                                                | Voy. / an — | Dépôt — |
| 20    | Desserte : Saint-Denis : La Montagne 8e, Ruisseau Blanc - Lieux desservis : Pôle d'Échanges Ruisseau Blanc, Chemin Commins, Moulin Cader, Chemin Neuf, Chemin de la Vigie, Route des Eucalyptus, Église Saint-Gabriel, Mairie Annexe de la Montagne 8e, Chemin du Ruisseau Blanc, Pôle d'Échanges Ruisseau Blanc - Arrêts desservis : Ruisseau Blanc, Crotons, Filaos, Moulin Cader, Jams Rosats, Chemin Gaud, Chemin Macé, Chemin des Manguiers, Acalyphas, Liserons, Vigie, Météo, Eucalyptus, Palmiers, Église Saint-Gabriel, Mairie Annexe, Bougainvillées, Vacoas, La Boucle, Gréviléas, Ruisseau Blanc | | | | | | | | |
| 20    | Autre : | | | | | | | | |
| 20    | Dernière actualisation : — | | | | | | | | |
| 21    | Montagne 16e ⥋ Hôtel de ville de Saint-Denis | Montagne 16e ⥋ Hôtel de ville de Saint-Denis                                                                            | Montagne 16e ⥋ Hôtel de ville de Saint-Denis                                                                            | Montagne 16e ⥋ Hôtel de ville de Saint-Denis                                                                            | Montagne 16e ⥋ Hôtel de ville de Saint-Denis                                                                            | Montagne 16e ⥋ Hôtel de ville de Saint-Denis                                                                            | Montagne 16e ⥋ Hôtel de ville de Saint-Denis                                                                            | Montagne 16e ⥋ Hôtel de ville de Saint-Denis                                                                            | Montagne 16e ⥋ Hôtel de ville de Saint-Denis                                                                            |
| 21    | Ouverture / Fermeture — / — | Longueur 19,5 km | Durée 55-65 min | Nb. d’arrêts 46 | Matériel Iveco Bus Crossway - Setra S412 UL - Mercedes-Benz Intouro                                                     | Jours de fonctionnement L, Ma, Me, J, V, S, D                                                                           | Jour / Soir / Nuit / Fêtes O / N / N / O                                                                                | Voy. / an — | Dépôt — |
| 21    | Desserte : Saint-Denis : Les Affouches, Saint-Bernard, Ruisseau Blanc, La Montagne 8e, Centre-Ville - Lieux desservis : Route Antide Boyer, École les Affouches, Chemin du Père Raimbault, Église de Saint-Bernard, Mairie de Saint-Bernard, Léproserie de Saint-Bernard, Cimetière de Saint-Bernard, Chemin de Saint-Bernard, Chemin des Fucréas, École Élémentaire Ruisseau Blanc, Pôle d'Échanges Ruisseau Blanc, Chemin du Ruisseau Blanc, Mairie Annexe de la Montagne 8e, Église Saint-Gabriel, Route des Eucalyptus, Chemin de la Vigie, Cap Bernard, Route de La Montagne, Hôpital d'Enfants, Jardin de l'État, Rue de Paris, Hôtel de Ville de Saint-Denis - Rue Pasteur - Arrêts desservis : Montagne 16e, Papayers, Jacquiers, Les Affouches, École, Cascades, La Croix, Mapou, Ravine Prudent, Cimetière, Bananiers, Christ, Jasmin, Église Saint-Bernard, Mairie Saint-Bernard, Père Raimbault, Fraise des Bois, Grande Chaloupe, Stade, Vétyvers, Petit Moulin, Ruelle Bambous, Aubergines, Petite Ravine, Mimosas, Ruisseau Blanc Centre, Ruisseau Blanc, Gréviléas, La Boucle, Vacoas, Bougainvillées, Mairie Annexe, Église Saint-Gabriel, Palmiers, Eucalyptus, Météo, Vigie, Cap Bernard, Flamboyants, Félix Guyon, Hôpital d'Enfants, Jardin de l'État, Roland Garros, Paris, Hôtel de Ville de Saint-Denis | | | | | | | | |
| 21    | Autre : Les dimanches et jours fériés, certains trajets relient les arrêts de Église Saint-Bernard à Ruisseau Blanc. | | | | | | | | |
| 21    | Dernière actualisation : — | | | | | | | | |
| 21a   | Saint-Bernard - Fraise des Bois ⥋ Chemin Dépêche / Chemin José Michel | Saint-Bernard - Fraise des Bois ⥋ Chemin Dépêche / Chemin José Michel                                                   | Saint-Bernard - Fraise des Bois ⥋ Chemin Dépêche / Chemin José Michel                                                   | Saint-Bernard - Fraise des Bois ⥋ Chemin Dépêche / Chemin José Michel                                                   | Saint-Bernard - Fraise des Bois ⥋ Chemin Dépêche / Chemin José Michel                                                   | Saint-Bernard - Fraise des Bois ⥋ Chemin Dépêche / Chemin José Michel                                                   | Saint-Bernard - Fraise des Bois ⥋ Chemin Dépêche / Chemin José Michel                                                   | Saint-Bernard - Fraise des Bois ⥋ Chemin Dépêche / Chemin José Michel                                                   | Saint-Bernard - Fraise des Bois ⥋ Chemin Dépêche / Chemin José Michel                                                   |
| 21a   | Ouverture / Fermeture — / — | Longueur 4-6 km | Durée 12-16 min | Nb. d’arrêts 13-18 | Matériel Taxibus | Jours de fonctionnement L, Ma, Me, J, V, S                                                                              | Jour / Soir / Nuit / Fêtes O / N / N / N                                                                                | Voy. / an — | Dépôt — |
| 21a   | Desserte : Saint-Denis : Saint-Bernard - Lieux desservis : Cimetière de Saint-Bernard, Ancienne Léproserie de Saint-Bernard, Mairie de Saint-Bernard, Église de Saint-Bernard, Chemin de la Croix, Ruelle Bambous, Chemin Dépêche, Chemin José Michel - Arrêts desservis : Fraise des Bois, Père Raimbault, Mairie de Saint-Bernard, Église de Saint-Bernard, Jasmin, Père Lafosse, Baobab, Kiosque, Ruelle Bambous, Stade, (vers Chemin Dépêche) Peupliers, Jamblons, Chemin Dépêche, (vers José Michel) Vétyvers, Petit Moulin, Pépinières, Acacias, Figuiers, Benjoins, Chokas, José Michel | | | | | | | | |
| 21a   | Autre : Le Chemin Dépêche et le Chemin José Michel sont desservis en alternance au départ de Fraise des Bois. | | | | | | | | |
| 21a   | Dernière actualisation : — | | | | | | | | |
| 22    | La Montagne - Ruisseau Blanc ⥋ Hôtel de ville de Saint-Denis | La Montagne - Ruisseau Blanc ⥋ Hôtel de ville de Saint-Denis                                                            | La Montagne - Ruisseau Blanc ⥋ Hôtel de ville de Saint-Denis                                                            | La Montagne - Ruisseau Blanc ⥋ Hôtel de ville de Saint-Denis                                                            | La Montagne - Ruisseau Blanc ⥋ Hôtel de ville de Saint-Denis                                                            | La Montagne - Ruisseau Blanc ⥋ Hôtel de ville de Saint-Denis                                                            | La Montagne - Ruisseau Blanc ⥋ Hôtel de ville de Saint-Denis                                                            | La Montagne - Ruisseau Blanc ⥋ Hôtel de ville de Saint-Denis                                                            | La Montagne - Ruisseau Blanc ⥋ Hôtel de ville de Saint-Denis                                                            |
| 22    | Ouverture / Fermeture — / — | Longueur 11 km | Durée 30 min | Nb. d’arrêts 19 | Matériel Temsa Tourmalin, Yutong EC 9                                                                                   | Jours de fonctionnement L, Ma, Me, J, V, S, D                                                                           | Jour / Soir / Nuit / Fêtes O / N / N / O                                                                                | Voy. / an — | Dépôt — |
| 22    | Desserte : Saint-Denis : Ruisseau Blanc, La Montagne 8e, Centre-Ville - Lieux desservis : Pôle d'Échanges Ruisseau Blanc, Chemin Commins, Moulin Cader, Chemin Neuf, Cap Bernard, Route de La Montagne, Hôpital d'Enfants, Jardin de l'État, Rue de Paris, Hôtel de Ville de Saint-Denis - Rue Pasteur - Arrêts desservis : Ruisseau Blanc, Crotons, Filaos, Moulin Cader, Jams Rosats, Chemin Gaud, Chemin Macé, Chemin des Manguiers, Acalyphas, Liserons, Vigie, Cap Bernard, Flamboyants, Félix Guyon, Hôpital d'Enfants, Jardin de l'État, Roland Garros, Paris, Hôtel de Ville de Saint-Denis | | | | | | | | |
| 22    | Autre : Dimanches et jours fériés : la ligne est assurée par un taxibus de 9 places. | | | | | | | | |
| 22    | Dernière actualisation : — | | | | | | | | |
| 22a   | Montagne 17e ⥋ Hôtel de ville de Saint-Denis | Montagne 17e ⥋ Hôtel de ville de Saint-Denis                                                                            | Montagne 17e ⥋ Hôtel de ville de Saint-Denis                                                                            | Montagne 17e ⥋ Hôtel de ville de Saint-Denis                                                                            | Montagne 17e ⥋ Hôtel de ville de Saint-Denis                                                                            | Montagne 17e ⥋ Hôtel de ville de Saint-Denis                                                                            | Montagne 17e ⥋ Hôtel de ville de Saint-Denis                                                                            | Montagne 17e ⥋ Hôtel de ville de Saint-Denis                                                                            | Montagne 17e ⥋ Hôtel de ville de Saint-Denis                                                                            |
| 22a   | Ouverture / Fermeture — / — | Longueur 19 km | Durée 45-53 min | Nb. d’arrêts 41 | Matériel Temsa Tourmalin, Yutong EC 9                                                                                   | Jours de fonctionnement L, Ma, Me, J, V, S, D                                                                           | Jour / Soir / Nuit / Fêtes O / N / N / O                                                                                | Voy. / an — | Dépôt — |
| 22a   | Desserte : Saint-Denis : Les Affouches, Saint-Bernard, La Montagne 8e, Centre-Ville - Lieux desservis : Plaine d'Affouches - Route Forestière, Route Antide Boyer, École Les Affouches, Route des Goyaviers, Route des Bougainvillées, Mairie Annexe de la Montagne 8e, Église Saint-Gabriel, Route des Eucalyptus, Chemin de la Vigie, Cap Bernard, Route de La Montagne, Hôpital d'Enfants, Jardin de l'État, Rue de Paris, Hôtel de ville de Saint-Denis - Rue Pasteur - Arrêts desservis : Montagne 17e, Plaine des Affouches, Montagne 16e, Papayers, Jacquiers, Les Affouches, École, Cascades, La Croix, Fougères, Goyaviers, Chiendents, Bruyères, Maison Forestière, Barbelés, Cyprès, Grenadines, Pêcher, Vignes Maronnes, Galabert, Terre Rouge, Capucines, Reau Potier, Les Lilas, Hauts Bois, Poste, Bougainvillées, Mairie Annexe, Église Saint-Gabriel, Palmiers, Eucalyptus, Météo, Vigie, Cap Bernard, Flamboyants, Félix Guyon, Hôpital d'Enfants, Jardin de l'État, Roland Garros, Paris, Hôtel de Ville de Saint-Denis | | | | | | | | |
| 22a   | Autre : | | | | | | | | |
| 22a   | Dernière actualisation : — | | | | | | | | |
| 23    | Saint-François - Chemin de l'Évêché ⥋ Hôtel de ville de Saint-Denis | Saint-François - Chemin de l'Évêché ⥋ Hôtel de ville de Saint-Denis                                                     | Saint-François - Chemin de l'Évêché ⥋ Hôtel de ville de Saint-Denis                                                     | Saint-François - Chemin de l'Évêché ⥋ Hôtel de ville de Saint-Denis                                                     | Saint-François - Chemin de l'Évêché ⥋ Hôtel de ville de Saint-Denis                                                     | Saint-François - Chemin de l'Évêché ⥋ Hôtel de ville de Saint-Denis                                                     | Saint-François - Chemin de l'Évêché ⥋ Hôtel de ville de Saint-Denis                                                     | Saint-François - Chemin de l'Évêché ⥋ Hôtel de ville de Saint-Denis                                                     | Saint-François - Chemin de l'Évêché ⥋ Hôtel de ville de Saint-Denis                                                     |
| 23    | Ouverture / Fermeture — / — | Longueur 12 km | Durée 35-45 min | Nb. d’arrêts 33.5 | Matériel Yutong EC 9 - Otokar Vectio                                                                                    | Jours de fonctionnement L, Ma, Me, J, V, S, D                                                                           | Jour / Soir / Nuit / Fêtes O / N / N / O                                                                                | Voy. / an — | Dépôt — |
| 23    | Desserte : Saint-Denis : Saint-François, La Providence, Ruisseau des Noirs, Centre-Ville - Lieux desservis : Chemin de l'Évêché, Chemin Alfred Mazérieux, Église de Saint-François, Mairie Annexe de Saint-François, Rampes de Saint-François, Boulevard de la Providence, Rue des Manguiers, Rue Malartic, Jardin de l'État, Rue de Paris, Hôtel de Ville de Saint-Denis - Rue Pasteur - Arrêts desservis : Évêché, Les Girofles, Myosotis, Chemin Macassis, Capucines, Primevères, Clématites, Église de Saint-François, Mairie de Saint-François, Les Lauriers, Jacarandas, Les Jacinthes, Chemin de la Comète, Les Rosiers, Les Glaïeuls, Les Alamandas, Les Gerberas, Les Géraniums, Les Cyclamens, Cascades, Corbeilles d'Argent, Les Pétunias, Belvédère, AFPAR, Les Aloès, Hibiscus, Doret, Cité Papaya, Rue des Manguiers, Avé Maria (R), Jardin de l'État, Roland Garros, Paris, Hôtel de Ville de Saint-Denis | | | | | | | | |
| 23    | Autre : Les départs de 6:20, 6:54, 8:25, 11:05, 12:35, 15:22, 16:50, 17:30 et 19:00 ont pour terminus Évêché. Le reste du temps, le trajet s'arrête à la Mairie de Saint-François. | | | | | | | | |
| 23    | Dernière actualisation : — | | | | | | | | |
| 23b   | Le Brûlé ⥋ Mairie de Saint-François | Le Brûlé ⥋ Mairie de Saint-François                                                                                     | Le Brûlé ⥋ Mairie de Saint-François                                                                                     | Le Brûlé ⥋ Mairie de Saint-François                                                                                     | Le Brûlé ⥋ Mairie de Saint-François                                                                                     | Le Brûlé ⥋ Mairie de Saint-François                                                                                     | Le Brûlé ⥋ Mairie de Saint-François                                                                                     | Le Brûlé ⥋ Mairie de Saint-François                                                                                     | Le Brûlé ⥋ Mairie de Saint-François                                                                                     |
| 23b   | Ouverture / Fermeture — / — | Longueur 6,3 km | Durée 16-18 min | Nb. d’arrêts 13 | Matériel Mercedes Vehixel                                                                                               | Jours de fonctionnement L, Ma, Me, J, V, S, D                                                                           | Jour / Soir / Nuit / Fêtes O / N / N / O                                                                                | Voy. / an — | Dépôt — |
| 23b   | Desserte : Saint-Denis : Le Brûlé, Saint-François - Lieux desservis : Cimetière du Brûlé, Village du Brûlé, Route des Azalées, La Convalescence, Mairie de Saint-François - Arrêts desservis : Brûlé, Les Azalées, Les Œillets, Les Marguerites, Les Chrysanthèmes, Les Hortensias, Les Orchidées, Les Lataniers, École Maternelle, Citrines, Les Anthuriums, La Glacière, Mairie de Saint-François | | | | | | | | |
| 23b   | Autre : Dimanches et jours fériés : Terminus Hôtel de Ville de Saint-Denis. | | | | | | | | |
| 23b   | Dernière actualisation : — | | | | | | | | |
| 23c   | Fleurs Jaunes ⥋ Cimetière de Saint-François / Chemin des Niaoulis | Fleurs Jaunes ⥋ Cimetière de Saint-François / Chemin des Niaoulis                                                       | Fleurs Jaunes ⥋ Cimetière de Saint-François / Chemin des Niaoulis                                                       | Fleurs Jaunes ⥋ Cimetière de Saint-François / Chemin des Niaoulis                                                       | Fleurs Jaunes ⥋ Cimetière de Saint-François / Chemin des Niaoulis                                                       | Fleurs Jaunes ⥋ Cimetière de Saint-François / Chemin des Niaoulis                                                       | Fleurs Jaunes ⥋ Cimetière de Saint-François / Chemin des Niaoulis                                                       | Fleurs Jaunes ⥋ Cimetière de Saint-François / Chemin des Niaoulis                                                       | Fleurs Jaunes ⥋ Cimetière de Saint-François / Chemin des Niaoulis                                                       |
| 23c   | Ouverture / Fermeture — / — | Longueur 3 km | Durée 5 min | Nb. d’arrêts 4 | Matériel Taxibus | Jours de fonctionnement L, Ma, Me, J, V, S                                                                              | Jour / Soir / Nuit / Fêtes O / N / N / N                                                                                | Voy. / an — | Dépôt — |
| 23c   | Desserte : Saint-Denis : Saint-François - Lieux desservis : Cimetière, Zone de Loisirs, Chemin des Brumes, Chemin des Niaoulis - Arrêts desservis : Fleurs Jaunes, Deux Chemins, Chemin du Piton, Chemin des Niaoulis, Chandelles, Cimetière | | | | | | | | |
| 23c   | Autre : - Le Chemin des Niaoulis et le Cimetière sont desservis en alternance au départ de Fleurs Jaunes. - Fleurs Jaunes : Correspondance piétonne à l'arrêt Les Jacinthes. | | | | | | | | |
| 23c   | Dernière actualisation : — | | | | | | | | |
| 23d   | Bibasses ↔ Dattiers ⥋ Chemin Longozes | Bibasses ↔ Dattiers ⥋ Chemin Longozes                                                                                   | Bibasses ↔ Dattiers ⥋ Chemin Longozes                                                                                   | Bibasses ↔ Dattiers ⥋ Chemin Longozes                                                                                   | Bibasses ↔ Dattiers ⥋ Chemin Longozes                                                                                   | Bibasses ↔ Dattiers ⥋ Chemin Longozes                                                                                   | Bibasses ↔ Dattiers ⥋ Chemin Longozes                                                                                   | Bibasses ↔ Dattiers ⥋ Chemin Longozes                                                                                   | Bibasses ↔ Dattiers ⥋ Chemin Longozes                                                                                   |
| 23d   | Ouverture / Fermeture — / — | Longueur 3 km | Durée 10 min | Nb. d’arrêts 11 | Matériel Taxibus | Jours de fonctionnement L, Ma, Me, J, V, S                                                                              | Jour / Soir / Nuit / Fêtes O / N / N / N                                                                                | Voy. / an — | Dépôt — |
| 23d   | Desserte : Saint-Denis : Saint-François - Lieux desservis : Chemin de la Comète, Chemin de la Glacière, Chemin Longozes - Arrêts desservis : Bibasses , Goyaves, Chemin Sapin, Dattiers, Bilimbis, Chemin Longozes | | | | | | | | |
| 23d   | Autre : Bibasses : Correspondance piétonne vers l'arrêt Chemin de la Comète. | | | | | | | | |
| 23d   | Dernière actualisation : — | | | | | | | | |
| 23e   | Chemin Macassis ⥋ Mairie de Saint-François | Chemin Macassis ⥋ Mairie de Saint-François                                                                              | Chemin Macassis ⥋ Mairie de Saint-François                                                                              | Chemin Macassis ⥋ Mairie de Saint-François                                                                              | Chemin Macassis ⥋ Mairie de Saint-François                                                                              | Chemin Macassis ⥋ Mairie de Saint-François                                                                              | Chemin Macassis ⥋ Mairie de Saint-François                                                                              | Chemin Macassis ⥋ Mairie de Saint-François                                                                              | Chemin Macassis ⥋ Mairie de Saint-François                                                                              |
| 23e   | Ouverture / Fermeture — / — | Longueur 5 km | Durée 22 min | Nb. d’arrêts 14 | Matériel Taxibus | Jours de fonctionnement L, Ma, Me, J, V, S                                                                              | Jour / Soir / Nuit / Fêtes O / N / N / N                                                                                | Voy. / an — | Dépôt — |
| 23e   | Desserte : Saint-Denis : Saint-François - Lieux desservis : Macassis, Chemin Macassis, Ravine Laverdure, Chemin Alfred Mazérieux, Mairie Annexe - Arrêts desservis : Macassis, Jacinthes d'Eau, Verveines, Lavandes, Tournesol, Pommiers, Romarins, Les Magnolias, Chemin Macassis, Capucines, Primevères, Clématites, Église Saint-François, Mairie de Saint-François | | | | | | | | |
| 23e   | Autre : Les départs de 6:15, 6:55, 17:45, 18:20 ont pour départ Chemin Macassis. | | | | | | | | |
| 23e   | Dernière actualisation : — | | | | | | | | |
| 23f   | Hibiscus 2 ⥋ Notre Dame | Hibiscus 2 ⥋ Notre Dame                                                                                                 | Hibiscus 2 ⥋ Notre Dame                                                                                                 | Hibiscus 2 ⥋ Notre Dame                                                                                                 | Hibiscus 2 ⥋ Notre Dame                                                                                                 | Hibiscus 2 ⥋ Notre Dame                                                                                                 | Hibiscus 2 ⥋ Notre Dame                                                                                                 | Hibiscus 2 ⥋ Notre Dame                                                                                                 | Hibiscus 2 ⥋ Notre Dame                                                                                                 |
| 23f   | Ouverture / Fermeture — / — | Longueur 3,5 km | Durée 12 min | Nb. d’arrêts 9 | Matériel Taxibus | Jours de fonctionnement L, Ma, Me, J, V, S                                                                              | Jour / Soir / Nuit / Fêtes O / N / N / N                                                                                | Voy. / an — | Dépôt — |
| 23f   | Desserte : Saint-Denis : Colline des Camélias, Les Camélias - Lieux desservis : Colline des Camélias, Rue Saint-Joseph Ouvrier, Boulevard de Saint-François, Rue des Marquis, Rue Mgr Mondon - Arrêts desservis : Hibiscus 2, Colline des Camélias, Frégate 1, Frégate 2, Allée des Cannas, Marquis, Doret, Mondon, Notre Dame | | | | | | | | |
| 23f   | Autre : | | | | | | | | |
| 23f   | Dernière actualisation : — | | | | | | | | |
| 24    | Bois-de-Nèfles - Petit Pont ↔ Station Téléphérique Bois-de-Nèfles ⥋ Station Téléphérique Chaudron (Mairie du Chaudron) | Bois-de-Nèfles - Petit Pont ↔ Station Téléphérique Bois-de-Nèfles ⥋ Station Téléphérique Chaudron (Mairie du Chaudron)  | Bois-de-Nèfles - Petit Pont ↔ Station Téléphérique Bois-de-Nèfles ⥋ Station Téléphérique Chaudron (Mairie du Chaudron)  | Bois-de-Nèfles - Petit Pont ↔ Station Téléphérique Bois-de-Nèfles ⥋ Station Téléphérique Chaudron (Mairie du Chaudron)  | Bois-de-Nèfles - Petit Pont ↔ Station Téléphérique Bois-de-Nèfles ⥋ Station Téléphérique Chaudron (Mairie du Chaudron)  | Bois-de-Nèfles - Petit Pont ↔ Station Téléphérique Bois-de-Nèfles ⥋ Station Téléphérique Chaudron (Mairie du Chaudron)  | Bois-de-Nèfles - Petit Pont ↔ Station Téléphérique Bois-de-Nèfles ⥋ Station Téléphérique Chaudron (Mairie du Chaudron)  | Bois-de-Nèfles - Petit Pont ↔ Station Téléphérique Bois-de-Nèfles ⥋ Station Téléphérique Chaudron (Mairie du Chaudron)  | Bois-de-Nèfles - Petit Pont ↔ Station Téléphérique Bois-de-Nèfles ⥋ Station Téléphérique Chaudron (Mairie du Chaudron)  |
| 24    | Ouverture / Fermeture — / — | Longueur 8,3 km | Durée 30 min | Nb. d’arrêts 26 | Matériel BMC Probus - Otokar Vectio - Isuzu Citibus                                                                     | Jours de fonctionnement L, Ma, Me, J, V, S, D                                                                           | Jour / Soir / Nuit / Fêtes O / N / N / O                                                                                | Voy. / an — | Dépôt — |
| 24    | Desserte : Saint-Denis : Piton Bois-de-Nèfles, Bois-de-Nèfles, Le Moufia, Sainte-Clotilde, Le Chaudron - Lieux desservis : Route du Piton, Route des Ananas, École Bois-de-Nèfles, Mairie Annexe Bois-de-Nèfles, Station Téléphérique Bois-de-Nèfles, Mairie Annexe Bois-de-Nèfles, École Bois-de-Nèfles, Route des Ananas, Église Notre-Dame de Lourdes, Route de Bois-de-Nèfles, Clinique Sainte-Clotilde, Cité les Alamandas, Église Sainte-Clotilde, Rue Bois de Merle, Rue Gabriel Lahuppe, Piscine du Chaudron, Église du Chaudron / Rue Théodore Chassériau, Mairie du Chaudron, Station Téléphérique du Chaudron - Arrêts desservis : Bois-de-Nèfles - Petit Pont, Les Bégonias, Les Agrumes, Violettes, École Bois-de-Nèfles, Mairie Annexe Bois-de-Nèfles, Station Bois-de-Nèfles, Mairie Annexe Bois-de-Nèfles, École Bois-de-Nèfles, Les Ananas, Les Abricotiers, Chemin Finette, Les Framboisiers, Les Cyprès, Toucouleur, Clinique Sainte-Clotilde, Papayers, Les Hirondelles, Cité Alamanda, Amiral Lacaze, Arbres à Pain, Mairie Annexe Sainte-Clotilde, Église Sainte-Clotilde, ANPE Sainte-Clotilde, Grimaud, La Huppe, Église du Chaudron, Stade du Chaudron, Théodore Chassériau, Roger Payet, Mairie du Chaudron                                                                                           | | | | | | | | |
| 24    | Autre : Le mercredi, jour de marché forain, l'arrêt Église du Chaudron n'est pas desservi entre 5 heures et 12 heures. La ligne passe alors par le Stade du Chaudron | | | | | | | | |
| 24    | Dernière actualisation : — | | | | | | | | |
| 24a   | Station Téléphérique Bancoul (CES Bois-de-Nèfles) ↔ Chemin Finette ⥋ Station Téléphérique Chaudron (Mairie du Chaudron) | Station Téléphérique Bancoul (CES Bois-de-Nèfles) ↔ Chemin Finette ⥋ Station Téléphérique Chaudron (Mairie du Chaudron) | Station Téléphérique Bancoul (CES Bois-de-Nèfles) ↔ Chemin Finette ⥋ Station Téléphérique Chaudron (Mairie du Chaudron) | Station Téléphérique Bancoul (CES Bois-de-Nèfles) ↔ Chemin Finette ⥋ Station Téléphérique Chaudron (Mairie du Chaudron) | Station Téléphérique Bancoul (CES Bois-de-Nèfles) ↔ Chemin Finette ⥋ Station Téléphérique Chaudron (Mairie du Chaudron) | Station Téléphérique Bancoul (CES Bois-de-Nèfles) ↔ Chemin Finette ⥋ Station Téléphérique Chaudron (Mairie du Chaudron) | Station Téléphérique Bancoul (CES Bois-de-Nèfles) ↔ Chemin Finette ⥋ Station Téléphérique Chaudron (Mairie du Chaudron) | Station Téléphérique Bancoul (CES Bois-de-Nèfles) ↔ Chemin Finette ⥋ Station Téléphérique Chaudron (Mairie du Chaudron) | Station Téléphérique Bancoul (CES Bois-de-Nèfles) ↔ Chemin Finette ⥋ Station Téléphérique Chaudron (Mairie du Chaudron) |
| 24a   | Ouverture / Fermeture — / — | Longueur 8,5 km | Durée 35 min | Nb. d’arrêts 31 | Matériel Isuzu Novo Ultra / Iveco Thesi                                                                                 | Jours de fonctionnement L, Ma, Me, J, V, S                                                                              | Jour / Soir / Nuit / Fêtes O / N / N / N                                                                                | Voy. / an — | Dépôt — |
| 24a   | Desserte : Saint-Denis : Bois-de-Nèfles, Sainte-Clotilde, Le Chaudron - Lieux desservis : Station Téléphérique Bois-de-Nèfles,Lycée Polyvalent Nord - Bois-de-Nèfles, Collège Bois-de-Nèfles, Chemin des Pêchers, Chemin des Ancolies, Chemin Finette, Chemin des Acajous, École Les Bringelliers, Clinique Sainte-Clotilde, Cité les Alamandas, Rue des Deux Canons, Rue du Bois de Fer, Rue des Caramboles, Église Sainte-Clotilde, Rue Bois de Merle, Rue Gabriel Lahuppe, Piscine du Chaudron, Église du Chaudron, Stade du Chaudron Rue Théodore Chassériau, Mairie du Chaudron, Station Téléphérique du Chaudron - Arrêts desservis : Station Bancoul, Collège Bois-de-Nèfles, Chemin des Pêchers, Chemin des Ancolies, Chemin Finette, Orangers, Tangor, Muscadiers, Mûriers, Fleur de Coton, Poincillades, Bougainvillées, Raphias, Bringelliers, Lotus, Clinique Sainte-Clotilde, Papayers, Les Hirondelles, Cité Alamanda, Amiral Lacaze, Lyris, Rue Bois de Fer, Arbres à Pain, Mairie Annexe Sainte-Clotilde, Lory-les-Hauts, Sainte-Clotilde Centre, ANPE Sainte-Clotilde, Grimaud, La Huppe, Église du Chaudron, Stade du Chaudron, Théodore Chassériau, Roger Payet, Mairie du Chaudron | | | | | | | | |
| 24a   | Autre : Le mercredi, jour de marché forain, l'arrêt Église du Chaudron n'est pas desservi entre 5 heures et 12 heures. La ligne passe alors par le Stade du Chaudron | | | | | | | | |
| 24a   | Dernière actualisation : — | | | | | | | | |
| 24b   | Piton Bois-de-Nèfles ⥋ Moufia - Les Flibustiers | Piton Bois-de-Nèfles ⥋ Moufia - Les Flibustiers                                                                         | Piton Bois-de-Nèfles ⥋ Moufia - Les Flibustiers                                                                         | Piton Bois-de-Nèfles ⥋ Moufia - Les Flibustiers                                                                         | Piton Bois-de-Nèfles ⥋ Moufia - Les Flibustiers                                                                         | Piton Bois-de-Nèfles ⥋ Moufia - Les Flibustiers                                                                         | Piton Bois-de-Nèfles ⥋ Moufia - Les Flibustiers                                                                         | Piton Bois-de-Nèfles ⥋ Moufia - Les Flibustiers                                                                         | Piton Bois-de-Nèfles ⥋ Moufia - Les Flibustiers                                                                         |
| 24b   | Ouverture / Fermeture — / — | Longueur 6 km | Durée 15 min | Nb. d’arrêts 21 | Matériel Taxibus | Jours de fonctionnement L, Ma, Me, J, V, S, D                                                                           | Jour / Soir / Nuit / Fêtes O / N / N / O                                                                                | Voy. / an — | Dépôt — |
| 24b   | Desserte : Saint-Denis : Bois-de-Nèfles, Le Moufia - Lieux desservis : Piton Bois-de-Nèfles, Route du Piton, La Poste Bois-de-Nèfles, École Bois-de-Nèfles, Mairie Annexe du Bois-de-Nèfles, Route des Ananas, Chemin de l'Ylang-Ylang, Lycée Polyvalent Nord - Bois-de-Nèfles, Collège Bois-de-Nèfles, Mairie Annexe du Moufia, Résidence Les Flibustiers - Arrêts desservis : Piton Bois-de-Nèfles, Corbeille d'Or, École du Piton, Béryl Rose, Béryl Bleu, Chemin des Benjoins, Aurore, Bois-de-Nèfles - Petit Pont, Les Bégonias, Les Agrumes, Violettes, École du Bois-de-Nèfles, Mairie Annexe du Bois-de-Nèfles, Station Bois-de-Nèfles, Bois de Camphre, Pruniers, Ylang-Ylang, CES Bois-de-Nèfles, Station Bancoul, Mairie du Moufia, Moufia-les-Flibustiers | | | | | | | | |
| 24b   | Autre : Présence d'un Transport à la Demande aux heures creuses, même le dimanche après-midi. | | | | | | | | |
| 24b   | Dernière actualisation : — | | | | | | | | |
| 25    | Station Téléphérique Bancoul (CES Bois-de-Nèfles) ↔ Chemin de la Source ⥋ Station Chaudron (Mairie du Chaudron) | Station Téléphérique Bancoul (CES Bois-de-Nèfles) ↔ Chemin de la Source ⥋ Station Chaudron (Mairie du Chaudron)         | Station Téléphérique Bancoul (CES Bois-de-Nèfles) ↔ Chemin de la Source ⥋ Station Chaudron (Mairie du Chaudron)         | Station Téléphérique Bancoul (CES Bois-de-Nèfles) ↔ Chemin de la Source ⥋ Station Chaudron (Mairie du Chaudron)         | Station Téléphérique Bancoul (CES Bois-de-Nèfles) ↔ Chemin de la Source ⥋ Station Chaudron (Mairie du Chaudron)         | Station Téléphérique Bancoul (CES Bois-de-Nèfles) ↔ Chemin de la Source ⥋ Station Chaudron (Mairie du Chaudron)         | Station Téléphérique Bancoul (CES Bois-de-Nèfles) ↔ Chemin de la Source ⥋ Station Chaudron (Mairie du Chaudron)         | Station Téléphérique Bancoul (CES Bois-de-Nèfles) ↔ Chemin de la Source ⥋ Station Chaudron (Mairie du Chaudron)         | Station Téléphérique Bancoul (CES Bois-de-Nèfles) ↔ Chemin de la Source ⥋ Station Chaudron (Mairie du Chaudron)         |
| 25    | Ouverture / Fermeture — / — | Longueur 5,5 km | Durée 25 min | Nb. d’arrêts 17 | Matériel Isuzu Citibus - Otokar Vectio - Temsa MD9 LE                                                                   | Jours de fonctionnement L, Ma, Me, J, V, S, D                                                                           | Jour / Soir / Nuit / Fêtes O / N / N / O                                                                                | Voy. / an — | Dépôt — |
| 25    | Desserte : Saint-Denis : Bois-de-Nèfles, Le Moufia, Le Chaudron - Lieux desservis : Lycée Polyvalent Nord - Bois-de-Nèfles, Collège Bois-de-Nèfles, Station Téléphérique Bancoul, Mairie Annexe du Moufia, Chemin Bancoul, Chemin de la Source, Rue des Bleuets, Rue des Églantines, Avenue Marcel Hoarau, Route du Moufia, Moufia II, Avenue Leconte de Lisle, Mairie du Chaudron, Station Téléphérique du Chaudron - Arrêts desservis : Station Bancoul Mairie du Moufia, Les Poiriers, Bancoul, Les Cerisiers, Allée des Tulipes, Les Bibassiers, Les Pensées, Les Balsamines, Les Jonquilles, La Chapelle, Moulin à Vent, Cité Roland Garros, Moufia-les-Bas, Les Foucherolles, Leconte de Lisle, Station Chaudron | | | | | | | | |
| 25    | Autre : | | | | | | | | |
| 25    | Dernière actualisation : — | | | | | | | | |
| 25a   | Chemin de la Source ⥋ Moufia - Les Flibustiers | Chemin de la Source ⥋ Moufia - Les Flibustiers                                                                          | Chemin de la Source ⥋ Moufia - Les Flibustiers                                                                          | Chemin de la Source ⥋ Moufia - Les Flibustiers                                                                          | Chemin de la Source ⥋ Moufia - Les Flibustiers                                                                          | Chemin de la Source ⥋ Moufia - Les Flibustiers                                                                          | Chemin de la Source ⥋ Moufia - Les Flibustiers                                                                          | Chemin de la Source ⥋ Moufia - Les Flibustiers                                                                          | Chemin de la Source ⥋ Moufia - Les Flibustiers                                                                          |
| 25a   | Ouverture / Fermeture — / — | Longueur 4,5 km | Durée 14 min | Nb. d’arrêts 12 | Matériel Taxibus | Jours de fonctionnement L, Ma, Me, J, V, S                                                                              | Jour / Soir / Nuit / Fêtes O / N / N / N                                                                                | Voy. / an — | Dépôt — |
| 25a   | Desserte : Saint-Denis : Le Moufia, Bois-de-Nèfles - Lieux desservis : Chemin de la Source, Route des Ananas, Chemin Bois de Camphre, Chemin de l'Ylang-Ylang, Lycée Polyvalent Nord - Bois-de-Nèfles, Collège Bois-de-Nèfles, Station Téléphérique Bancoul, Mairie Annexe du Moufia, Résidence Les Flibustiers - Arrêts desservis : La Source, Muguet, Gerberas, Moufia-les-Hauts, Tulipiers, Jonquilles, Camphre, Fandamanes, Pruniers, Ylang-Ylang, CES Bois-de-Nèfles, Station Bancoul, Mairie du Moufia, Moufia Les Flibustiers | | | | | | | | |
| 25a   | Autre : Les départs de 16:00, 16:40 et 17:20 desservent le Chemin Bois de Camphre et les arrêts Camphre et Fandamanes. Présence d'un Transport à la Demande en heures creuses et le dimanche. | | | | | | | | |
| 25a   | Dernière actualisation : — | | | | | | | | |
| 26    | La Bretagne - Chemin Bois Rouge ⥋ Station Chaudron (Mairie du Chaudron) | La Bretagne - Chemin Bois Rouge ⥋ Station Chaudron (Mairie du Chaudron)                                                 | La Bretagne - Chemin Bois Rouge ⥋ Station Chaudron (Mairie du Chaudron)                                                 | La Bretagne - Chemin Bois Rouge ⥋ Station Chaudron (Mairie du Chaudron)                                                 | La Bretagne - Chemin Bois Rouge ⥋ Station Chaudron (Mairie du Chaudron)                                                 | La Bretagne - Chemin Bois Rouge ⥋ Station Chaudron (Mairie du Chaudron)                                                 | La Bretagne - Chemin Bois Rouge ⥋ Station Chaudron (Mairie du Chaudron)                                                 | La Bretagne - Chemin Bois Rouge ⥋ Station Chaudron (Mairie du Chaudron)                                                 | La Bretagne - Chemin Bois Rouge ⥋ Station Chaudron (Mairie du Chaudron)                                                 |
| 26    | Ouverture / Fermeture — / — | Longueur 9 km | Durée 25-33 min | Nb. d’arrêts 26 | Matériel Setra S315 GT - Irisbus Récréo                                                                                 | Jours de fonctionnement L, Ma, Me, J, V, S, D                                                                           | Jour / Soir / Nuit / Fêtes O / N / N / O                                                                                | Voy. / an — | Dépôt — |
| 26    | Desserte : Saint-Denis : La Bretagne, Commune Prima, Chaudron - Lieux desservis : Chemin de Bois Rouge, Cité de Bois Rouge, Mairie Annexe de la Bretagne, École Aurore, Bibliothèque de la Bretagne, Route Gabriel Macé, Chemin Grand Canal, Rue Maxime Rivière, Cyclotron Réunion Océan Indien, CIRAD, Technopôle de la Réunion, ZAC du Triangle, Rue du Stade de l'Est, Stade Jean Ivoula, Rue Victor Schœlcher, Avenue Eudoxie Nonge - Centre d'Affaires CADJEE, Avenue Leconte de Lisle, Mairie du Chaudron, Station Téléphérique du Chaudron - Arrêts desservis : Bois Rouge, Chemin Fougères, Chemin Brassens, Les Manguiers, Chemin La Boucle, Les Avocatiers, Les Cactus, Mairie Annexe, Case Bretagne, Les Sagoutiers, Les Palmistes, Chemin Fontbrune, Allée des Jacquiers, Chemin des Maraîchers, CIROI-CIRAD, Parc Technor, Pierre Loti, Les Lavandières, École Prima, Stade de l'Est, Schœlcher, Les Évis, Leconte de Lisle, Station Chaudron | | | | | | | | |
| 26    | Autre : | | | | | | | | |
| 26    | Dernière actualisation : — | | | | | | | | |
| 26a   | École Bellevue ↔ Mangoustans ⥋ Bibliothèque de la Bretagne | École Bellevue ↔ Mangoustans ⥋ Bibliothèque de la Bretagne                                                              | École Bellevue ↔ Mangoustans ⥋ Bibliothèque de la Bretagne                                                              | École Bellevue ↔ Mangoustans ⥋ Bibliothèque de la Bretagne                                                              | École Bellevue ↔ Mangoustans ⥋ Bibliothèque de la Bretagne                                                              | École Bellevue ↔ Mangoustans ⥋ Bibliothèque de la Bretagne                                                              | École Bellevue ↔ Mangoustans ⥋ Bibliothèque de la Bretagne                                                              | École Bellevue ↔ Mangoustans ⥋ Bibliothèque de la Bretagne                                                              | École Bellevue ↔ Mangoustans ⥋ Bibliothèque de la Bretagne                                                              |
| 26a   | Ouverture / Fermeture — / — | Longueur 8 km | Durée 26 min | Nb. d’arrêts 22 | Matériel Taxibus | Jours de fonctionnement L, Ma, Me, J, V, S                                                                              | Jour / Soir / Nuit / Fêtes O / N / N / N                                                                                | Voy. / an — | Dépôt — |
| 26a   | Desserte : Saint-Denis : Bellevue, La Bretagne - Lieux desservis : École Maxime Laope, Route Gabriel Macé, Chemin Montauban, Chemin Dufourg-les-Hauts, Bibliothèque de la Bretagne - Arrêts desservis : École Bellevue, Marjolaine, Citronnelle, Les Dahlias, Les Citronniers, Montauban, Carrefour, Teck Teck, Barbadines, Mangoustans, Barbadines, Teck Teck, Carrefour, Montauban, Avocats Marrons, La Roseraie, Pruniers, Bois Noirs, Cannes à Sucre, Épinards, Chemin Dufourg, Bibliothèque | | | | | | | | |
| 26a   | Autre : Correspondance à l'arrêt Bibliothèque avec les lignes 26 et 27 (arrêt Les Sagoutiers) | | | | | | | | |
| 26a   | Dernière actualisation : — | | | | | | | | |
| 27    | Bretagne - Bellevue ⥋ Station Chaudron (Mairie du Chaudron) | Bretagne - Bellevue ⥋ Station Chaudron (Mairie du Chaudron)                                                             | Bretagne - Bellevue ⥋ Station Chaudron (Mairie du Chaudron)                                                             | Bretagne - Bellevue ⥋ Station Chaudron (Mairie du Chaudron)                                                             | Bretagne - Bellevue ⥋ Station Chaudron (Mairie du Chaudron)                                                             | Bretagne - Bellevue ⥋ Station Chaudron (Mairie du Chaudron)                                                             | Bretagne - Bellevue ⥋ Station Chaudron (Mairie du Chaudron)                                                             | Bretagne - Bellevue ⥋ Station Chaudron (Mairie du Chaudron)                                                             | Bretagne - Bellevue ⥋ Station Chaudron (Mairie du Chaudron)                                                             |
| 27    | Ouverture / Fermeture — / — | Longueur 10,7 km | Durée 30-38 min | Nb. d’arrêts 33 | Matériel Irisbus Récréo - Iveco Crossway                                                                                | Jours de fonctionnement L, Ma, Me, J, V, S, D                                                                           | Jour / Soir / Nuit / Fêtes O / N / N / O                                                                                | Voy. / an — | Dépôt — |
| 27    | Desserte : Saint-Denis : Bellevue, La Bretagne, Commune Prima, Le Chaudron - Lieux desservis : Chemin du Finistère, École Maxime Laope, Route Gabriel Macé, Église de la Bretagne, École Philibert Commerson, École Aurore, Bibliothèque de la Bretagne, Technopôle de la Réunion, Collège Émile Hugot, Route de la Rivière des Pluies, ZAC du Triangle, Rue du Stade de l'Est, Stade Jean Ivoula, Parc des Expositions, Z.I. du Chaudron : Rue Gabriel de Kerveguen, Rue Pierre Aubert, Rue Roger Payet, Mairie du Chaudron, Station Téléphérique du Chaudron - Arrêts desservis : Bretagne Bellevue, Finistère, École Bellevue, Marjolaine, Citronnelle, Les Dahlias, Les Citronniers, Les Calumets, Les Letchis, Les Poincétias, Dispensaire, Les Longanis, L'Escale, Case Bretagne, Les Sagoutiers, Les Palmistes, Les Badamiers, Les Sapotilles, Les Camphriers, Les Fruits à Pain, Maurice Tomi, Parc Technor, Émile Hugot, Prima, Pierre Loti, École Prima, Stade de l'Est, Parc des Expositions, ZEC Chaudron / Manès, Pierre Aubert, Roger Payet, Station Chaudron | | | | | | | | |
| 27    | Autre : | | | | | | | | |
| 27    | Dernière actualisation : — | | | | | | | | |
| 27a   | Centre Pénitentiaire Domenjod ⥋ Station Chaudron (Mairie du Chaudron) | Centre Pénitentiaire Domenjod ⥋ Station Chaudron (Mairie du Chaudron)                                                   | Centre Pénitentiaire Domenjod ⥋ Station Chaudron (Mairie du Chaudron)                                                   | Centre Pénitentiaire Domenjod ⥋ Station Chaudron (Mairie du Chaudron)                                                   | Centre Pénitentiaire Domenjod ⥋ Station Chaudron (Mairie du Chaudron)                                                   | Centre Pénitentiaire Domenjod ⥋ Station Chaudron (Mairie du Chaudron)                                                   | Centre Pénitentiaire Domenjod ⥋ Station Chaudron (Mairie du Chaudron)                                                   | Centre Pénitentiaire Domenjod ⥋ Station Chaudron (Mairie du Chaudron)                                                   | Centre Pénitentiaire Domenjod ⥋ Station Chaudron (Mairie du Chaudron)                                                   |
| 27a   | Ouverture / Fermeture — / — | Longueur 6 km | Durée 16 min | Nb. d’arrêts 16 | Matériel Irisbus Récréo                                                                                                 | Jours de fonctionnement L, Ma, Me, J, V, S                                                                              | Jour / Soir / Nuit / Fêtes O / N / N / N                                                                                | Voy. / an — | Dépôt — |
| 27a   | Desserte : Saint-Denis : Domenjod, La Bretagne, Commune Prima, Le Chaudron - Lieux desservis : Centre Pénitentiaire de Saint-Denis, Rue Marcel Vauthier, Technopôle de la Réunion, Collège Émile Hugot, Route de la Rivière des Pluies, ZAC du Triangle, Rue du Stade de l'Est, Stade Jean Ivoula, Parc des Expositions, Z.I. du Chaudron : Rue Gabriel de Kerveguen, Rue Pierre Aubert, Rue Roger Payet, Mairie du Chaudron, Station Téléphérique du Chaudron - Arrêts desservis : Centre Pénitentiaire Domenjod, Marcel Vauthier, Les Fruits à Pain, Maurice Tomi, Parc Technor, Émile Hugot, Prima, Pierre Loti, Les Lavandières, École Prima, Stade de l'Est, Parc des Expositions, ZEC Chaudron / Manès, Pierre Aubert, Roger Payet, Station Chaudron | | | | | | | | |
| 27a   | Autre : | | | | | | | | |
| 27a   | Dernière actualisation : — | | | | | | | | |
| 28    | Ilet Quinquina ⥋ Station Chaudron (Mairie du Chaudron) | Ilet Quinquina ⥋ Station Chaudron (Mairie du Chaudron)                                                                  | Ilet Quinquina ⥋ Station Chaudron (Mairie du Chaudron)                                                                  | Ilet Quinquina ⥋ Station Chaudron (Mairie du Chaudron)                                                                  | Ilet Quinquina ⥋ Station Chaudron (Mairie du Chaudron)                                                                  | Ilet Quinquina ⥋ Station Chaudron (Mairie du Chaudron)                                                                  | Ilet Quinquina ⥋ Station Chaudron (Mairie du Chaudron)                                                                  | Ilet Quinquina ⥋ Station Chaudron (Mairie du Chaudron)                                                                  | Ilet Quinquina ⥋ Station Chaudron (Mairie du Chaudron)                                                                  |
| 28    | Ouverture / Fermeture — / — | Longueur 6 km | Durée 20-24 min | Nb. d’arrêts 17 | Matériel Taxibus | Jours de fonctionnement L, Ma, Me, J, V, S                                                                              | Jour / Soir / Nuit / Fêtes O / N / N / N                                                                                | Voy. / an — | Dépôt — |
| 28    | Desserte : Saint-Denis : Domenjod, Sainte-Marie : Rivière des Pluies, Saint-Denis : Commune Prima, Le Chaudron - Lieux desservis : Chemin de l'Îlet à Quinquina, École Ilet Quinquina, Mairie Annexe Rivière-des-Pluies, Vierge Noire, Route de la Rivière-des-Pluies, Avenue Eudoxie Nonge - Centre d'affaires CADJEE, Avenue Leconte de Lisle, Mairie du Chaudron, Station Téléphérique du Chaudron - Arrêts desservis : Ilet Quinquina, Coco, Menthe, Café, Tilleul, Camomille, Pont Domenjod, Rivière des Pluies, Vierge Noire, Pinot, Vanille, Prima, Pierre Loti, Pont Triolet, Les Évis, Leconte de Lisle, Station Chaudron | | | | | | | | |
| 28    | Autre : Dimanches et jours fériés : Ilet Quinquina vers Rivière-des-Pluies | | | | | | | | |
| 28    | Dernière actualisation : — | | | | | | | | |
| 29    | Parc Technor ⥋ ZAC 2 Moufia | Parc Technor ⥋ ZAC 2 Moufia                                                                                             | Parc Technor ⥋ ZAC 2 Moufia                                                                                             | Parc Technor ⥋ ZAC 2 Moufia                                                                                             | Parc Technor ⥋ ZAC 2 Moufia                                                                                             | Parc Technor ⥋ ZAC 2 Moufia                                                                                             | Parc Technor ⥋ ZAC 2 Moufia                                                                                             | Parc Technor ⥋ ZAC 2 Moufia                                                                                             | Parc Technor ⥋ ZAC 2 Moufia                                                                                             |
| 29    | Ouverture / Fermeture — / — | Longueur 3,4 km | Durée 13 min | Nb. d’arrêts 8 | Matériel Taxibus | Jours de fonctionnement L, Ma, Me, J, V, S                                                                              | Jour / Soir / Nuit / Fêtes O / N / N / N                                                                                | Voy. / an — | Dépôt — |
| 29    | Desserte : Saint-Denis : La Bretagne, Le Moufia - Lieux desservis : Technopôle de la Réunion, Boulevard Jean Jaurès, Avenue Marcel Hoareau, Campus - Arrêts desservis : Parc Technor, Les Poivriers, Pont Triolet, Jaurès, Moufia-les-Bas, Université du Moufia, Amphi. Thérésien Cadet / Fac. Droit-Éco, ZAC 2 Moufia | | | | | | | | |
| 29    | Autre : | | | | | | | | |
| 29    | Dernière actualisation : — | | | | | | | | |
| 29a   | Chemin du Plateau ⥋ Station Chaudron (Mairie du Chaudron) | Chemin du Plateau ⥋ Station Chaudron (Mairie du Chaudron)                                                               | Chemin du Plateau ⥋ Station Chaudron (Mairie du Chaudron)                                                               | Chemin du Plateau ⥋ Station Chaudron (Mairie du Chaudron)                                                               | Chemin du Plateau ⥋ Station Chaudron (Mairie du Chaudron)                                                               | Chemin du Plateau ⥋ Station Chaudron (Mairie du Chaudron)                                                               | Chemin du Plateau ⥋ Station Chaudron (Mairie du Chaudron)                                                               | Chemin du Plateau ⥋ Station Chaudron (Mairie du Chaudron)                                                               | Chemin du Plateau ⥋ Station Chaudron (Mairie du Chaudron)                                                               |
| 29a   | Ouverture / Fermeture — / — | Longueur 5 km | Durée 25 min | Nb. d’arrêts 15 | Matériel Temsa MD7 / Iveco Thesi                                                                                        | Jours de fonctionnement L, Ma, Me, J, V, S, D                                                                           | Jour / Soir / Nuit / Fêtes O / N / N / O                                                                                | Voy. / an — | Dépôt — |
| 29a   | Desserte : Saint-Denis : Domenjod, La Bretagne, Le Chaudron - Lieux desservis : Chemin du Plateau, Rue Jean Moulin, Route de Domenjod, Collège Les Mascareignes, Technopôle de la Réunion, Collège Émile Hugot, Route de la Rivière des Pluies, Avenue Eudoxie Nonge - Centre d'affaires CADJEE, Avenue Leconte de Lisle, Mairie du Chaudron, Station Téléphérique du Chaudron - Arrêts desservis : Chemin du Plateau, Astral, Jean Moulin, La Louisiane, Chemin Canal, École, Collège, Les Fruits à Pain, Maurice Tomi, Parc Technor, Émile Hugot, Prima, Les Évis, Leconte de Lisle, Mairie du Chaudron | | | | | | | | |
| 29a   | Autre : | | | | | | | | |
| 29a   | Dernière actualisation : — | | | | | | | | |

### Lignes de Sainte-Marie
| Ligne | Caractéristiques | Caractéristiques                                                                         | Caractéristiques                                                                         | Caractéristiques                                                                         | Caractéristiques | Caractéristiques                                                                         | Caractéristiques                                                                         | Caractéristiques                                                                         | Caractéristiques                                                                         |
| 30    | Capitaine ⥋ Rivière des Pluies | Capitaine ⥋ Rivière des Pluies                                                           | Capitaine ⥋ Rivière des Pluies                                                           | Capitaine ⥋ Rivière des Pluies                                                           | Capitaine ⥋ Rivière des Pluies | Capitaine ⥋ Rivière des Pluies                                                           | Capitaine ⥋ Rivière des Pluies                                                           | Capitaine ⥋ Rivière des Pluies                                                           | Capitaine ⥋ Rivière des Pluies                                                           |
| ----- | --- | ---------------------------------------------------------------------------------------- | ---------------------------------------------------------------------------------------- | ---------------------------------------------------------------------------------------- | --- | ---------------------------------------------------------------------------------------- | ---------------------------------------------------------------------------------------- | ---------------------------------------------------------------------------------------- | ---------------------------------------------------------------------------------------- |
| 30    | Ouverture / Fermeture — / — | Longueur 13,7 km                                                                         | Durée 42-48 min                                                                          | Nb. d’arrêts 31                                                                          | Matériel Mercedes-Benz Intouro | Jours de fonctionnement L, Ma, Me, J, V, S, D                                            | Jour / Soir / Nuit / Fêtes O / N / N / O                                                 | Voy. / an —                                                                              | Dépôt —                                                                                  |
| 30    | Desserte : Sainte-Marie : Ravine-des-Chèvres, Les Cafés, La Convenance, La Réserve, Centre-Ville, La Mare, Duparc, Rivière-des-Pluies - Lieux desservis : Rue Capitaine, Route du Général Ailleret, Rue des Caféiers, Rue du Père Bourrasseau, Avenue du Domaine Azur, Église Notre-Dame de l'Assomption, Mairie de Sainte-Marie, Poste de Sainte-Marie, Parc du Bois Madame, Rue André Lardy, Pôle d'Échanges Duparc, La Concorde, Rue Louis Lagourgue, La Vierge Noire, Église Saint-François-Xavier, Mairie Annexe Rivière-des-Pluies - Arrêts desservis : Capitaine, Barouin, Manès, Ravine des Chèvres, Champacs, Arabica, Les Caféiers, Service Technique, La Roulette, Pourpre, Convenance, ZAC La Réserve, Église, Hôtel de Ville de Sainte-Marie, La Poste, ASCPH, Lastic-la-Mare, Lardy, Bancoul, Pépinière, Altéa, Pôle d'Échanges Duparc, Concorde, Marcel Goulette, Clément Ader, Duparc, Constellation, La Marine, Mario, Vierge Noire, Rivière des Pluies |                                                                                          |                                                                                          |                                                                                          | |                                                                                          |                                                                                          |                                                                                          |                                                                                          |
| 30    | Autre : Le Pôle d'Échanges Duparc permet les correspondances avec les lignes E1, E2, E3, E4 et ZE du réseau Car Jaune en direction de Saint-André, Bras-Panon et Saint-Benoît. |                                                                                          |                                                                                          |                                                                                          | |                                                                                          |                                                                                          |                                                                                          |                                                                                          |
| 30    | Dernière actualisation : — |                                                                                          |                                                                                          |                                                                                          | |                                                                                          |                                                                                          |                                                                                          |                                                                                          |
| 31    | Sainte-Suzanne - Quartier Français ⥋ Saint-Denis - Station Chaudron (Mairie du Chaudron) | Sainte-Suzanne - Quartier Français ⥋ Saint-Denis - Station Chaudron (Mairie du Chaudron) | Sainte-Suzanne - Quartier Français ⥋ Saint-Denis - Station Chaudron (Mairie du Chaudron) | Sainte-Suzanne - Quartier Français ⥋ Saint-Denis - Station Chaudron (Mairie du Chaudron) | Sainte-Suzanne - Quartier Français ⥋ Saint-Denis - Station Chaudron (Mairie du Chaudron)                                                  | Sainte-Suzanne - Quartier Français ⥋ Saint-Denis - Station Chaudron (Mairie du Chaudron) | Sainte-Suzanne - Quartier Français ⥋ Saint-Denis - Station Chaudron (Mairie du Chaudron) | Sainte-Suzanne - Quartier Français ⥋ Saint-Denis - Station Chaudron (Mairie du Chaudron) | Sainte-Suzanne - Quartier Français ⥋ Saint-Denis - Station Chaudron (Mairie du Chaudron) |
| 31    | Ouverture / Fermeture — / — | Longueur 23,5 km                                                                         | Durée 53-66 min                                                                          | Nb. d’arrêts 40                                                                          | Matériel Mercedes-Benz Citaro - Solaris Urbino 12 - Mercedes-Benz Intouro - Iveco Crossway - Yutong EC 10 - Temsa LF12 - Otokar Territo U | Jours de fonctionnement L, Ma, Me, J, V, S, D                                            | Jour / Soir / Nuit / Fêtes O / N / N / O                                                 | Voy. / an —                                                                              | Dépôt —                                                                                  |
| 31    | Desserte : Sainte-Suzanne : Quartier Français, La Marine, Centre-Ville, Bel-Air, Sainte-Marie : La Convenance, La Réserve, Centre-Ville, La Mare, Duparc, Gillot, Saint-Denis : Commune Prima, Chaudron - Lieux desservis : ZAC Quartier Français, École René Manglou, Centre Commercial Carrefour, Le Bocage Lucet Langenier, Mairie / Église de Sainte-Suzanne, Cimetière de Bel-Air, Médiathèque Aimé Césaire, Rue Pagnol, Avenue du Domaine Azur, Rue Noël Tessier, Église Notre-Dame de l'Assomption, Mairie de Sainte-Marie, Poste de Sainte-Marie, Parc du Bois Madame, Rue André Lardy, Pôle d'Échanges Duparc, La Concorde, Z.A.A. Pierre Lagourgue, Aéroport Roland Garros, ZAC du Triangle, Rue du Stade de l'Est, Stade Jean Ivoula, Rue Victor Schœlcher, Avenue Eudoxie Nonge - Centre d'affaires CADJEE, Rue de la Gare, Rue de l'École, Rue Roger Payet, Mairie du Chaudron, Station Téléphérique du Chaudron - Arrêts desservis : Quartier Français, École Quartier Français, Pont Malheur, Rond-Point de la Marine, Stade Eaux Vives, Bocage, Hôtel de Ville de Sainte-Suzanne, École Catholique, Cimetière, Médiathèque, La Roulette, Ravine-des-Chèvres-les-Bas, Domaine Azur, Convenance, ZAC La Réserve, Église, Hôtel de Ville de Sainte-Marie, La Poste, ASCPH, Lastic-la-Mare, Lardy, Bancoul, Pépinière, Altéa, Concorde, Pôle d'Échanges Duparc, Albatros, Mirage, Gillot, Pierre Loti, Les Lavandières, École Prima, Stade de l'Est, Schœlcher, Les Évis, Rue de la Gare, Rue de l'École, Roger Payet, Station Chaudron |                                                                                          |                                                                                          |                                                                                          | |                                                                                          |                                                                                          |                                                                                          |                                                                                          |
| 31    | Autre : - Ligne la plus longue du réseau, elle est également la seule à relier les trois communes de la CINOR. - Le Pôle d'Échanges Duparc permet les correspondances avec les lignes E1, E2, E3, E4 et ZE du réseau Car Jaune en direction de Saint-André, Bras-Panon et Saint-Benoît. |                                                                                          |                                                                                          |                                                                                          | |                                                                                          |                                                                                          |                                                                                          |                                                                                          |
| 31    | Dernière actualisation : — |                                                                                          |                                                                                          |                                                                                          | |                                                                                          |                                                                                          |                                                                                          |                                                                                          |
| 32    | CAF Beauséjour par La Grande Montée ⥋ Station Chaudron (Mairie du Chaudron) | CAF Beauséjour par La Grande Montée ⥋ Station Chaudron (Mairie du Chaudron)              | CAF Beauséjour par La Grande Montée ⥋ Station Chaudron (Mairie du Chaudron)              | CAF Beauséjour par La Grande Montée ⥋ Station Chaudron (Mairie du Chaudron)              | CAF Beauséjour par La Grande Montée ⥋ Station Chaudron (Mairie du Chaudron)                                                               | CAF Beauséjour par La Grande Montée ⥋ Station Chaudron (Mairie du Chaudron)              | CAF Beauséjour par La Grande Montée ⥋ Station Chaudron (Mairie du Chaudron)              | CAF Beauséjour par La Grande Montée ⥋ Station Chaudron (Mairie du Chaudron)              | CAF Beauséjour par La Grande Montée ⥋ Station Chaudron (Mairie du Chaudron)              |
| 32    | Ouverture / Fermeture — / — | Longueur 8,5 km                                                                          | Durée 22-31 min                                                                          | Nb. d’arrêts 21                                                                          | Matériel Yutong EC12 - Scania Irizar | Jours de fonctionnement L, Ma, Me, J, V, S, D                                            | Jour / Soir / Nuit / Fêtes O / N / N / O                                                 | Voy. / an —                                                                              | Dépôt —                                                                                  |
| 32    | Desserte : Sainte-Marie : Beauséjour, La Grande Montée, Rivière des Pluies, Saint-Denis : Domenjod, Commune Prima, Le Chaudron - Lieux desservis : ZAC Beauséjour, Caisse d'Allocations Familiales, Collège Beauséjour, La Grande Montée, Rue des Deux Fontaines, Mairie Annexe de la Grande Montée, Rue Médard, Rue Desbassyns, Mairie Annexe Rivière-des-Pluies, Route de Domenjod, Collège Les Mascareignes, Route de la Rivière des Pluies, Avenue Eudoxie Nonge - Centre d'affaires CADJEE, Avenue Leconte de Lisle, Mairie du Chaudron, Station Téléphérique du Chaudron - Arrêts desservis : CAF Beauséjour, Collège Beauséjour, Grande Montée, Réservoir, Les Eucalyptus, La Chapelle, Médard, Badamier, Savignan, Casuarinas, Rivière des Pluies, Chemin Canal, École, Collège, Les Fruits à Pain, Prima, Pierre Loti, Les Poivriers, Les Évis, Leconte de Lisle, Station Chaudron |                                                                                          |                                                                                          |                                                                                          | |                                                                                          |                                                                                          |                                                                                          |                                                                                          |
| 32    | Autre : |                                                                                          |                                                                                          |                                                                                          | |                                                                                          |                                                                                          |                                                                                          |                                                                                          |
| 32    | Dernière actualisation : — |                                                                                          |                                                                                          |                                                                                          | |                                                                                          |                                                                                          |                                                                                          |                                                                                          |
| 33    | CAF Beauséjour ↔ Lastic-la-Mare ⥋ Station Chaudron (Mairie du Chaudron) | CAF Beauséjour ↔ Lastic-la-Mare ⥋ Station Chaudron (Mairie du Chaudron)                  | CAF Beauséjour ↔ Lastic-la-Mare ⥋ Station Chaudron (Mairie du Chaudron)                  | CAF Beauséjour ↔ Lastic-la-Mare ⥋ Station Chaudron (Mairie du Chaudron)                  | CAF Beauséjour ↔ Lastic-la-Mare ⥋ Station Chaudron (Mairie du Chaudron)                                                                   | CAF Beauséjour ↔ Lastic-la-Mare ⥋ Station Chaudron (Mairie du Chaudron)                  | CAF Beauséjour ↔ Lastic-la-Mare ⥋ Station Chaudron (Mairie du Chaudron)                  | CAF Beauséjour ↔ Lastic-la-Mare ⥋ Station Chaudron (Mairie du Chaudron)                  | CAF Beauséjour ↔ Lastic-la-Mare ⥋ Station Chaudron (Mairie du Chaudron)                  |
| 33    | Ouverture / Fermeture — / — | Longueur 12,5 km                                                                         | Durée 30-35 min                                                                          | Nb. d’arrêts 22                                                                          | Matériel Temsa LD 12 SB - MAN Fast Starter LE - Mercedes-Benz Citaro LE - Mercedes-Benz Intouro                                           | Jours de fonctionnement L, Ma, Me, J, V, S, D                                            | Jour / Soir / Nuit / Fêtes O / N / N / O                                                 | Voy. / an —                                                                              | Dépôt —                                                                                  |
| 33    | Desserte : Sainte-Marie : Beauséjour, Bois Rouge, La Mare, Duparc, Gillot, Saint-Denis : Commune Prima, Le Chaudron - Lieux desservis : ZAC Beauséjour, Caisse d'Allocations Familiales, Avenue du Beau Pays, Bois Rouge - TCSP Rue André Lardy, Zone d'Activités La Mare, Cité Geslin, Pôle d'Échanges Duparc, La Concorde, Centre Commercial Duparc, Z.A.A. Pierre Lagourgue, Aéroport Roland Garros, ZAC du Triangle, Rue du Stade de l'Est, Stade Jean Ivoula, Parc des Expositions, Zone Industrielle du Chaudron : Rue Gabriel de Kerveguen, Rue Pierre Aubert, Rue Roger Payet, Mairie du Chaudron, Station Téléphérique du Chaudron - Arrêts desservis : CAF Beauséjour, Beau Pays, Girauday, Bancoul, Lardy, Lastic-la-Mare, Altéa, Pôle d'Échanges Duparc, La Concorde, Centre Commercial Duparc, Albatros, Mirage, Gillot, Pierre Loti, Les Lavandières, École Prima, Stade de l'Est, Parc des Expositions, ZEC Chaudron / Manès, Pierre Aubert, Roger Payet, Station Chaudron |                                                                                          |                                                                                          |                                                                                          | |                                                                                          |                                                                                          |                                                                                          |                                                                                          |
| 33    | Autre : Le Pôle d'Échanges Duparc permet les correspondances avec les lignes E1, E2, E3, E4 et ZE du réseau Car Jaune en direction de Saint-André, Bras-Panon et Saint-Benoît. |                                                                                          |                                                                                          |                                                                                          | |                                                                                          |                                                                                          |                                                                                          |                                                                                          |
| 33    | Dernière actualisation : — |                                                                                          |                                                                                          |                                                                                          | |                                                                                          |                                                                                          |                                                                                          |                                                                                          |
| 34    | CAF Beauséjour ⥋ Hôtel de Ville de Sainte-Marie | CAF Beauséjour ⥋ Hôtel de Ville de Sainte-Marie                                          | CAF Beauséjour ⥋ Hôtel de Ville de Sainte-Marie                                          | CAF Beauséjour ⥋ Hôtel de Ville de Sainte-Marie                                          | CAF Beauséjour ⥋ Hôtel de Ville de Sainte-Marie                                                                                           | CAF Beauséjour ⥋ Hôtel de Ville de Sainte-Marie                                          | CAF Beauséjour ⥋ Hôtel de Ville de Sainte-Marie                                          | CAF Beauséjour ⥋ Hôtel de Ville de Sainte-Marie                                          | CAF Beauséjour ⥋ Hôtel de Ville de Sainte-Marie                                          |
| 34    | Ouverture / Fermeture — / — | Longueur 6 km                                                                            | Durée 17 min                                                                             | Nb. d’arrêts 9                                                                           | Matériel Otokar Vectio | Jours de fonctionnement L, Ma, Me, J, V, S, D                                            | Jour / Soir / Nuit / Fêtes O / N / N / O                                                 | Voy. / an —                                                                              | Dépôt —                                                                                  |
| 34    | Desserte : Sainte-Marie : Beauséjour, Bois Rouge, La Mare, Centre-Ville - Lieux desservis : ZAC Beauséjour, Caisse d'Allocations Familiales, Avenue du Beau Pays, Bois Rouge - TCSP Rue André Lardy, Zone d'Activités la Mare, Parc du Bois Madame, Poste de Sainte-Marie, Mairie de Sainte-Marie - Arrêts desservis : CAF Beauséjour, Beau Pays, Girauday, Bancoul, Lardy, Lastic-la-Mare, ASCPH, La Poste, Hôtel de Ville de Sainte-Marie |                                                                                          |                                                                                          |                                                                                          | |                                                                                          |                                                                                          |                                                                                          |                                                                                          |
| 34    | Autre : |                                                                                          |                                                                                          |                                                                                          | |                                                                                          |                                                                                          |                                                                                          |                                                                                          |
| 34    | Dernière actualisation : — |                                                                                          |                                                                                          |                                                                                          | |                                                                                          |                                                                                          |                                                                                          |                                                                                          |
| 36    | Espérance-les-Hauts ⥋ Rivière-des-Pluies | Espérance-les-Hauts ⥋ Rivière-des-Pluies                                                 | Espérance-les-Hauts ⥋ Rivière-des-Pluies                                                 | Espérance-les-Hauts ⥋ Rivière-des-Pluies                                                 | Espérance-les-Hauts ⥋ Rivière-des-Pluies                                                                                                  | Espérance-les-Hauts ⥋ Rivière-des-Pluies                                                 | Espérance-les-Hauts ⥋ Rivière-des-Pluies                                                 | Espérance-les-Hauts ⥋ Rivière-des-Pluies                                                 | Espérance-les-Hauts ⥋ Rivière-des-Pluies                                                 |
| 36    | Ouverture / Fermeture — / — | Longueur 8 km                                                                            | Durée 25 min                                                                             | Nb. d’arrêts 25                                                                          | Matériel Isuzu Novo Ultra | Jours de fonctionnement L, Ma, Me, J, V, S, D                                            | Jour / Soir / Nuit / Fêtes O / N / N / O                                                 | Voy. / an —                                                                              | Dépôt —                                                                                  |
| 36    | Desserte : Sainte-Marie : L'Espérance, La Grande Montée, Rivière des Pluies - Lieux desservis : Rue Jean XXIII, Route de l'Espérance, École Espérance, École Yves Barau, Rue Luc Donat, Rue Desbassyns, Mairie Annexe Rivière-des-Pluies - Arrêts desservis : Espérance-les-Hauts, Rue Jean XXIII, Ravine Rose, Les Glaïeuls, Ravine Grimm, Les Orangers, Impasse Cannelle, Les Mandariniers, Clémentine, Bassin Noyé, Le Bassin, Vangassaye, Les Mangoustans, Bassin Espérance, Bassin Jérôme, Bras Sec, Ravine Sèche, Bassin Marie-Louise, Les Bigarades, École Yves Barau, Valentine, Séga, Savignan, Casuarinas, Rivière-des-Pluies |                                                                                          |                                                                                          |                                                                                          | |                                                                                          |                                                                                          |                                                                                          |                                                                                          |
| 36    | Autre : |                                                                                          |                                                                                          |                                                                                          | |                                                                                          |                                                                                          |                                                                                          |                                                                                          |
| 36    | Dernière actualisation : — |                                                                                          |                                                                                          |                                                                                          | |                                                                                          |                                                                                          |                                                                                          |                                                                                          |
| 37    | Montée Sano ⥋ Hôtel de Ville de Sainte-Marie | Montée Sano ⥋ Hôtel de Ville de Sainte-Marie                                             | Montée Sano ⥋ Hôtel de Ville de Sainte-Marie                                             | Montée Sano ⥋ Hôtel de Ville de Sainte-Marie                                             | Montée Sano ⥋ Hôtel de Ville de Sainte-Marie                                                                                              | Montée Sano ⥋ Hôtel de Ville de Sainte-Marie                                             | Montée Sano ⥋ Hôtel de Ville de Sainte-Marie                                             | Montée Sano ⥋ Hôtel de Ville de Sainte-Marie                                             | Montée Sano ⥋ Hôtel de Ville de Sainte-Marie                                             |
| 37    | Ouverture / Fermeture — / — | Longueur 9 km                                                                            | Durée 22 min                                                                             | Nb. d’arrêts 18                                                                          | Matériel Isuzu Novo Ultra - Taxibus | Jours de fonctionnement L, Ma, Me, J, V, S, D                                            | Jour / Soir / Nuit / Fêtes O / N / N / O                                                 | Voy. / an —                                                                              | Dépôt —                                                                                  |
| 37    | Desserte : Sainte-Marie : Montée Sano, Bellevue, Chiendent, Ravine des Figues, Le Verger, Centre-Ville - Lieux desservis : Montée Sano, Route de Bellevue, Route de Montée Sano, Chemin Tabur, Rue Jacquiers, Avenue Maperine, Poste de Sainte-Marie, Mairie de Sainte-Marie - Arrêts desservis : Montée Sano, Courtaud, Hivanohé, Cascade Miel, Route du Paradis, Cascade Fer, Bernica, Chiendent, Les Bambous, Bassin Bleu, Notre Dame des Rochers, Fleur de Blé, Baba Figues, Four à Chaux, Louis Lagourgue, Le Verger, La Poste, Hôtel de Ville de Sainte-Marie |                                                                                          |                                                                                          |                                                                                          | |                                                                                          |                                                                                          |                                                                                          |                                                                                          |
| 37    | Autre : |                                                                                          |                                                                                          |                                                                                          | |                                                                                          |                                                                                          |                                                                                          |                                                                                          |
| 37    | Dernière actualisation : — |                                                                                          |                                                                                          |                                                                                          | |                                                                                          |                                                                                          |                                                                                          |                                                                                          |
| 38    | Ravine Cocos ⥋ Rivière-des-Pluies | Ravine Cocos ⥋ Rivière-des-Pluies                                                        | Ravine Cocos ⥋ Rivière-des-Pluies                                                        | Ravine Cocos ⥋ Rivière-des-Pluies                                                        | Ravine Cocos ⥋ Rivière-des-Pluies | Ravine Cocos ⥋ Rivière-des-Pluies                                                        | Ravine Cocos ⥋ Rivière-des-Pluies                                                        | Ravine Cocos ⥋ Rivière-des-Pluies                                                        | Ravine Cocos ⥋ Rivière-des-Pluies                                                        |
| 38    | Ouverture / Fermeture — / — | Longueur 10 km                                                                           | Durée 28 min                                                                             | Nb. d’arrêts 21                                                                          | Matériel Taxibus | Jours de fonctionnement L, Ma, Me, J, V, S                                               | Jour / Soir / Nuit / Fêtes O / N / N / N                                                 | Voy. / an —                                                                              | Dépôt —                                                                                  |
| 38    | Desserte : Sainte-Marie : Ravine Cocos, Chiendent, La Ressource, Beauséjour, Bois Rouge, Rivière-des-Pluies - Lieux desservis : Rue Notre-Dame-des-Rochers, Paroisse Notre-Dame Auxiliatrice, Collège Beauséjour, ZAC Beauséjour, Caisse d'Allocations Familiales, Rue Routier de Granval, Cimetière Intercommunal de Bois Rouge, Route Émile Boyer de la Girauday, Vierge Noire, Mairie Annexe Rivière-des-Pluies - Arrêts desservis : Ravine Cocos, Les Cocotiers, Rivière Sainte-Marie, Les Palmistes, Chiendent, Les Bambous, Bassin Bleu, Notre Dame des Rochers, Fleur de Blé, Vierge Blanche, Ressource, Collège Beauséjour, CAF Beauséjour, Beau Pays, Les Fuschias, Les Lucas, Girauday, Carreau Coton, Mario, Vierge Noire, Rivière-des-Pluies |                                                                                          |                                                                                          |                                                                                          | |                                                                                          |                                                                                          |                                                                                          |                                                                                          |
| 38    | Autre : Le service de 7:32 a pour direction Piton Cailloux - Chemin du Bassin. |                                                                                          |                                                                                          |                                                                                          | |                                                                                          |                                                                                          |                                                                                          |                                                                                          |
| 38    | Dernière actualisation : — |                                                                                          |                                                                                          |                                                                                          | |                                                                                          |                                                                                          |                                                                                          |                                                                                          |
| 39    | Terrain Élisa ⥋ Hôtel de Ville de Sainte-Marie | Terrain Élisa ⥋ Hôtel de Ville de Sainte-Marie                                           | Terrain Élisa ⥋ Hôtel de Ville de Sainte-Marie                                           | Terrain Élisa ⥋ Hôtel de Ville de Sainte-Marie                                           | Terrain Élisa ⥋ Hôtel de Ville de Sainte-Marie                                                                                            | Terrain Élisa ⥋ Hôtel de Ville de Sainte-Marie                                           | Terrain Élisa ⥋ Hôtel de Ville de Sainte-Marie                                           | Terrain Élisa ⥋ Hôtel de Ville de Sainte-Marie                                           | Terrain Élisa ⥋ Hôtel de Ville de Sainte-Marie                                           |
| 39    | Ouverture / Fermeture — / — | Longueur 5 km                                                                            | Durée 15 min                                                                             | Nb. d’arrêts 12                                                                          | Matériel Mercedes-Benz Intouro | Jours de fonctionnement L, Ma, Me, J, V, S, D                                            | Jour / Soir / Nuit / Fêtes O / N / N / O                                                 | Voy. / an —                                                                              | Dépôt —                                                                                  |
| 39    | Desserte : Sainte-Marie : Terrain Élisa, Centre-Ville - Lieux desservis : Mairie Annexe Terrain Élisa, École Terrain Élisa, Rue Élisa, Rue Martin Flacourt, Mairie de Sainte-Marie - Arrêts desservis : Terrain Élisa, Ravine Élisa, École Terrain Élisa, Coriandre, Foulards, Madras, Karikal, Les Calumets, Bellier, Flacourt, Catapoullé / Banians, Hôtel de Ville de Sainte-Marie |                                                                                          |                                                                                          |                                                                                          | |                                                                                          |                                                                                          |                                                                                          |                                                                                          |
| 39    | Autre : |                                                                                          |                                                                                          |                                                                                          | |                                                                                          |                                                                                          |                                                                                          |                                                                                          |
| 39    | Dernière actualisation : — |                                                                                          |                                                                                          |                                                                                          | |                                                                                          |                                                                                          |                                                                                          |                                                                                          |
| 40    | Moka ⥋ Station Chaudron (Mairie du Chaudron) | Moka ⥋ Station Chaudron (Mairie du Chaudron)                                             | Moka ⥋ Station Chaudron (Mairie du Chaudron)                                             | Moka ⥋ Station Chaudron (Mairie du Chaudron)                                             | Moka ⥋ Station Chaudron (Mairie du Chaudron)                                                                                              | Moka ⥋ Station Chaudron (Mairie du Chaudron)                                             | Moka ⥋ Station Chaudron (Mairie du Chaudron)                                             | Moka ⥋ Station Chaudron (Mairie du Chaudron)                                             | Moka ⥋ Station Chaudron (Mairie du Chaudron)                                             |
| 40    | Ouverture / Fermeture — / — | Longueur 7 km                                                                            | Durée 28 min                                                                             | Nb. d’arrêts 13                                                                          | Matériel BMC Probus | Jours de fonctionnement L, Ma, Me, J, V, S, D                                            | Jour / Soir / Nuit / Fêtes O / N / N / O                                                 | Voy. / an —                                                                              | Dépôt —                                                                                  |
| 40    | Desserte : Sainte-Marie : Moka, Rivière-des-Pluies, Saint-Denis : Le Chaudron - Lieux desservis : École Moka, Rue Moka, Mairie Annexe Rivière-des-Pluies, Vierge Noire, Route de la Rivière-des-Pluies, Avenue Eudoxie Nonge - Centre d'affaires CADJEE, Avenue Leconte de Lisle, Mairie du Chaudron, Station Téléphérique du Chaudron - Arrêts desservis : Moka, Caramboles, Les Goyaviers, Pont Noir, Canal Rouge, Rivière-des-Pluies, Vierge Noire, Pinot, Vanille, Prima, Les Évis, Leconte de Lisle, Mairie du Chaudron |                                                                                          |                                                                                          |                                                                                          | |                                                                                          |                                                                                          |                                                                                          |                                                                                          |
| 40    | Autre : Dimanches et jours fériés : Ligne 40. Moka > Rivière-des-Pluies |                                                                                          |                                                                                          |                                                                                          | |                                                                                          |                                                                                          |                                                                                          |                                                                                          |
| 40    | Dernière actualisation : — |                                                                                          |                                                                                          |                                                                                          | |                                                                                          |                                                                                          |                                                                                          |                                                                                          |
| 41    | Piton Cailloux ou Vierge Blanche ⥋ Hôtel de Ville de Sainte-Marie | Piton Cailloux ou Vierge Blanche ⥋ Hôtel de Ville de Sainte-Marie                        | Piton Cailloux ou Vierge Blanche ⥋ Hôtel de Ville de Sainte-Marie                        | Piton Cailloux ou Vierge Blanche ⥋ Hôtel de Ville de Sainte-Marie                        | Piton Cailloux ou Vierge Blanche ⥋ Hôtel de Ville de Sainte-Marie                                                                         | Piton Cailloux ou Vierge Blanche ⥋ Hôtel de Ville de Sainte-Marie                        | Piton Cailloux ou Vierge Blanche ⥋ Hôtel de Ville de Sainte-Marie                        | Piton Cailloux ou Vierge Blanche ⥋ Hôtel de Ville de Sainte-Marie                        | Piton Cailloux ou Vierge Blanche ⥋ Hôtel de Ville de Sainte-Marie                        |
| 41    | Ouverture / Fermeture — / — | Longueur 10 / 7,5 km                                                                     | Durée 24 / 13 min                                                                        | Nb. d’arrêts 21 / 14                                                                     | Matériel Taxibus | Jours de fonctionnement L, Ma, Me, J, V, S, D                                            | Jour / Soir / Nuit / Fêtes O / N / N / O                                                 | Voy. / an —                                                                              | Dépôt —                                                                                  |
| 41    | Desserte : Sainte-Marie : Piton Cailloux, La Ressource, Beauséjour, Bois Rouge, Le Verger, Centre-Ville - Lieux desservis : Chemin Madoré, Chemin Arthur Rimbaud, Route de Piton Cailloux, Paroisse Notre-Dame Auxiliatrice, Chemin Lagrange, Allée des Cocos, Collège de Beauséjour, ZAC Beauséjour, Caisse d'Allocations Familiales, Avenue du Beau-Pays, Rue Routier de Granval, Cimetière Intercommunal de Bois Rouge, Chemin Tabur, Rue Jacquiers, Avenue Maperine, Poste de Sainte-Marie, Mairie de Sainte-Marie - Arrêts desservis : Piton Cailloux, Chemin Tranquilin, Madoré, Les Fanjans, Chemin du Bassin, Benjoins, Cannelle, Takamaka, Les Nattes, Parny, Vierge Blanche, Lagrange, Allée Cocos, Ressource, Collège Beauséjour, CAF Beauséjour, Beau Pays, Les Fuschias, Les Lucas, Four à Chaux, Louis Lagourgue, Le Verger, La Poste, Hôtel de Ville de Sainte-Marie |                                                                                          |                                                                                          |                                                                                          | |                                                                                          |                                                                                          |                                                                                          |                                                                                          |
| 41    | Autre : - Le départ de 9:10 en provenance de l'Hôtel de Ville de Sainte-Marie va vers le Chemin du Bassin. - La ligne 38 effectue son départ à 7:32 de l'arrêt Rivière-des-Pluies jusqu'à CAF Beauséjour puis jusqu'à Chemin du Bassin. |                                                                                          |                                                                                          |                                                                                          | |                                                                                          |                                                                                          |                                                                                          |                                                                                          |
| 41    | Dernière actualisation : — |                                                                                          |                                                                                          |                                                                                          | |                                                                                          |                                                                                          |                                                                                          |                                                                                          |
| 42    | Confiance-les-Hauts ⥋ Rivière-des-Pluies | Confiance-les-Hauts ⥋ Rivière-des-Pluies                                                 | Confiance-les-Hauts ⥋ Rivière-des-Pluies                                                 | Confiance-les-Hauts ⥋ Rivière-des-Pluies                                                 | Confiance-les-Hauts ⥋ Rivière-des-Pluies                                                                                                  | Confiance-les-Hauts ⥋ Rivière-des-Pluies                                                 | Confiance-les-Hauts ⥋ Rivière-des-Pluies                                                 | Confiance-les-Hauts ⥋ Rivière-des-Pluies                                                 | Confiance-les-Hauts ⥋ Rivière-des-Pluies                                                 |
| 42    | Ouverture / Fermeture — / — | Longueur 7,3 km                                                                          | Durée 25 min                                                                             | Nb. d’arrêts 21                                                                          | Matériel Isuzu Novo Ultra | Jours de fonctionnement L, Ma, Me, J, V, S, D                                            | Jour / Soir / Nuit / Fêtes O / N / N / O                                                 | Voy. / an —                                                                              | Dépôt —                                                                                  |
| 42    | Desserte : Sainte-Marie : La Confiance, La Grande Montée, Rivière-des-Pluies - Lieux desservis : Chemin de la Fleurette, Route de la Confiance, Rue Médard, Rue Desbassyns, Mairie Annexe Rivière-des-Pluies - Arrêts desservis : Confiance-les-Hauts, Sautron, Les Œillets, Néfliers, Les Zinnias, Les Phlox, Bertho, Rue Mercher, Les Longanis, Laborieux, Nauche, Les Jamblons, Les Camphriers, Les Lilas, Les Eucalyptus, La Chapelle, Médard, Badamiers, Savignan, Casuarinas, Rivière-des-Pluies |                                                                                          |                                                                                          |                                                                                          | |                                                                                          |                                                                                          |                                                                                          |                                                                                          |
| 42    | Autre : |                                                                                          |                                                                                          |                                                                                          | |                                                                                          |                                                                                          |                                                                                          |                                                                                          |
| 42    | Dernière actualisation : — |                                                                                          |                                                                                          |                                                                                          | |                                                                                          |                                                                                          |                                                                                          |                                                                                          |
| 44a   | Flacourt-les-Hauts ⥋ Hôtel de Ville de Sainte-Marie | Flacourt-les-Hauts ⥋ Hôtel de Ville de Sainte-Marie                                      | Flacourt-les-Hauts ⥋ Hôtel de Ville de Sainte-Marie                                      | Flacourt-les-Hauts ⥋ Hôtel de Ville de Sainte-Marie                                      | Flacourt-les-Hauts ⥋ Hôtel de Ville de Sainte-Marie                                                                                       | Flacourt-les-Hauts ⥋ Hôtel de Ville de Sainte-Marie                                      | Flacourt-les-Hauts ⥋ Hôtel de Ville de Sainte-Marie                                      | Flacourt-les-Hauts ⥋ Hôtel de Ville de Sainte-Marie                                      | Flacourt-les-Hauts ⥋ Hôtel de Ville de Sainte-Marie                                      |
| 44a   | Ouverture / Fermeture — / — | Longueur 2,5 km                                                                          | Durée 8 min                                                                              | Nb. d’arrêts 4                                                                           | Matériel Taxibus | Jours de fonctionnement L, Ma, Me, J, V, S                                               | Jour / Soir / Nuit / Fêtes O / N / N / N                                                 | Voy. / an —                                                                              | Dépôt —                                                                                  |
| 44a   | Desserte : Sainte-Marie : Flacourt, Centre Ville - Lieux desservis : Rue Martin Flacourt - Plateforme Cannière, Mairie de Sainte-Marie - Arrêts desservis : Flacourt-les-Hauts, Flacourt, Catapoullé / Banians, Hôtel de Ville de Sainte-Marie |                                                                                          |                                                                                          |                                                                                          | |                                                                                          |                                                                                          |                                                                                          |                                                                                          |
| 44a   | Autre : Trois départs sont assurés par jour : à 7:25, 11:40 et 17:30. |                                                                                          |                                                                                          |                                                                                          | |                                                                                          |                                                                                          |                                                                                          |                                                                                          |
| 44a   | Dernière actualisation : — |                                                                                          |                                                                                          |                                                                                          | |                                                                                          |                                                                                          |                                                                                          |                                                                                          |
| 46    | Beaufond ⥋ Cocos Robert | Beaufond ⥋ Cocos Robert                                                                  | Beaufond ⥋ Cocos Robert                                                                  | Beaufond ⥋ Cocos Robert                                                                  | Beaufond ⥋ Cocos Robert | Beaufond ⥋ Cocos Robert                                                                  | Beaufond ⥋ Cocos Robert                                                                  | Beaufond ⥋ Cocos Robert                                                                  | Beaufond ⥋ Cocos Robert                                                                  |
| 46    | Ouverture / Fermeture — / — | Longueur 10 km                                                                           | Durée 24 min                                                                             | Nb. d’arrêts 17(A) - 19(R)                                                               | Matériel Taxibus | Jours de fonctionnement L, Ma, Me, J, V, S, D                                            | Jour / Soir / Nuit / Fêtes O / N / N / O                                                 | Voy. / an —                                                                              | Dépôt —                                                                                  |
| 46    | Desserte : Sainte-Marie : Beaufond, La Révolution, Les Jacques, La Réserve, Les Gaspards, Centre-Ville, La Découverte, Le Verger, La Mare - Lieux desservis : Chemin Beaufond, Route du Général Ailleret, Rue Monet, Rue Yves Montand, École Maternelle Les Gaspards, Mairie de Sainte-Marie, Rue du Vingt Décembre / Rue Grain Rouge, Avenue des Figuiers, Lycée Le Verger, Avenue Maperine, Rue Cocos Robert - Arrêts desservis : Beaufond, Révolution, Ti-Jacques, ZAC La Réserve 2, Sarda Garriga, Les Gaspards, Les Arts, Aurore, Magellan, Hôtel de Ville de Sainte-Marie, Bassin Mangue, Source, Rue de la Liberté (au Retour), Caprice, Barbadines, Louis Lagourgue (au Retour), Le Verger, Cocos, Cocos Robert |                                                                                          |                                                                                          |                                                                                          | |                                                                                          |                                                                                          |                                                                                          |                                                                                          |
| 46    | Autre : - Les départs de 7:00, 11:00 et 15:00 se font depuis l'Hôtel de Ville de Sainte-Marie jusqu'à Cocos Robert. - Les départs de 9:40 et 12:04 se font en direction de l'Hôtel de Ville de Sainte-Marie. |                                                                                          |                                                                                          |                                                                                          | |                                                                                          |                                                                                          |                                                                                          |                                                                                          |
| 46    | Dernière actualisation : — |                                                                                          |                                                                                          |                                                                                          | |                                                                                          |                                                                                          |                                                                                          |                                                                                          |
| 47    | CAF Beauséjour ⥋ Concorde | CAF Beauséjour ⥋ Concorde                                                                | CAF Beauséjour ⥋ Concorde                                                                | CAF Beauséjour ⥋ Concorde                                                                | CAF Beauséjour ⥋ Concorde | CAF Beauséjour ⥋ Concorde                                                                | CAF Beauséjour ⥋ Concorde                                                                | CAF Beauséjour ⥋ Concorde                                                                | CAF Beauséjour ⥋ Concorde                                                                |
| 47    | Ouverture / Fermeture — / — | Longueur 8,5 km                                                                          | Durée 25-27 min                                                                          | Nb. d’arrêts 20                                                                          | Matériel Taxibus | Jours de fonctionnement L, Ma, Me, J, V, S, D                                            | Jour / Soir / Nuit / Fêtes O / N / N / O                                                 | Voy. / an —                                                                              | Dépôt —                                                                                  |
| 47    | Desserte : Sainte-Marie : Beauséjour, La Grande Montée, Rivière-des-Pluies, Gillot, Duparc - Lieux desservis : ZAC Beauséjour, Caisse d'Allocations Familiales, Collège Beauséjour, Rue des Patrice, Rue des Deux Fontaines, Poste, Mairie Annexe de la Grande Montée, Rue Luc Donat, Rue Desbassyns, Rue Desbassyns, Mairie Annexe Rivière-des-Pluies, Vierge Noire), Z.A. Rivière-des-Pluies, Supermarché Rivière-des-Pluies, Avenue Roland Garros, Aéroport Roland Garros, Z.A.A. Pierre Lagourgue, Pôle d'Échanges Duparc, La Concorde - Accès Centre Commercial Duparc - Arrêts desservis : CAF Beauséjour, Collège Beauséjour, Grande Montée, Réservoir, Les Eucalyptus, Valentine, Séga, Savignan, Casuarinas, Rivière-des-Pluies, Vierge Noire, Pinot, Vanille, Rue Santos Dumont, Brasserie, Gillot, Mirage, Albatros, Pôle d'Échanges Duparc, Concorde |                                                                                          |                                                                                          |                                                                                          | |                                                                                          |                                                                                          |                                                                                          |                                                                                          |
| 47    | Autre : Le Pôle d'Échanges Duparc permet les correspondances avec les lignes E1, E2, E3, E4 et ZE du réseau Car Jaune en direction de Saint-André, Bras-Panon et Saint-Benoît. |                                                                                          |                                                                                          |                                                                                          | |                                                                                          |                                                                                          |                                                                                          |                                                                                          |
| 47    | Dernière actualisation : — |                                                                                          |                                                                                          |                                                                                          | |                                                                                          |                                                                                          |                                                                                          |                                                                                          |
| 48    | Piton Fougères ⥋ Hôtel de Ville de Sainte-Marie | Piton Fougères ⥋ Hôtel de Ville de Sainte-Marie                                          | Piton Fougères ⥋ Hôtel de Ville de Sainte-Marie                                          | Piton Fougères ⥋ Hôtel de Ville de Sainte-Marie                                          | Piton Fougères ⥋ Hôtel de Ville de Sainte-Marie                                                                                           | Piton Fougères ⥋ Hôtel de Ville de Sainte-Marie                                          | Piton Fougères ⥋ Hôtel de Ville de Sainte-Marie                                          | Piton Fougères ⥋ Hôtel de Ville de Sainte-Marie                                          | Piton Fougères ⥋ Hôtel de Ville de Sainte-Marie                                          |
| 48    | Ouverture / Fermeture — / — | Longueur 15,5 km                                                                         | Durée 34 min                                                                             | Nb. d’arrêts 31                                                                          | Matériel Taxibus | Jours de fonctionnement L, Ma, Me, J, V, S, D                                            | Jour / Soir / Nuit / Fêtes O / N / N / O                                                 | Voy. / an —                                                                              | Dépôt —                                                                                  |
| 48    | Desserte : Sainte-Marie : Beaumont, La Ressource, Beauséjour, Bois Rouge, Le Verger, Centre-Ville - Lieux desservis : Piton Fougères, Route des Fleurs, Route de Beaumont, Paroisse Notre Dame Auxiliatrice, Rue Lagrange, Allée Cocos, Collège Beauséjour, ZAC Beauséjour, Caisse d'Allocations Familiales, Avenue du Beau Pays, Rue Routier de Granval, Cimetière Intercommunal de Bois Rouge, Chemin Tabur, Rue Jacquiers, Avenue Maperine, Poste de Sainte-Marie, Mairie de Sainte-Marie - Arrêts desservis : Piton Fougères, Les Kakis, Les Jacinthes, Les Iris, Népenthès, Les Hortensias, Les Gerberas, Les Franciséas, Les Églantines, Les Dahlias, Les Capucines, Les Bégonias, Les Azalées, Talipot, Droséra, Les Lataniers, Les Grévillaires, Vierge Blanche, Lagrange, Allée Cocos, Ressource, Collège Beauséjour, CAF Beauséjour, Beau Pays, Les Fuschias, Les Lucas, Four à Chaux, Louis Lagourgue, Le Verger, La Poste, Hôtel de Ville de Sainte-Marie |                                                                                          |                                                                                          |                                                                                          | |                                                                                          |                                                                                          |                                                                                          |                                                                                          |
| 48    | Autre : Les départs de 11:20 et de 17:23 à l'arrêt Hôtel de Ville de Sainte-Marie se font en direction de Les Azalées. |                                                                                          |                                                                                          |                                                                                          | |                                                                                          |                                                                                          |                                                                                          |                                                                                          |
| 48    | Dernière actualisation : — |                                                                                          |                                                                                          |                                                                                          | |                                                                                          |                                                                                          |                                                                                          |                                                                                          |
| 48a   | Beaumont - Chemin Conteur ⥋ Hôtel de Ville de Sainte-Marie | Beaumont - Chemin Conteur ⥋ Hôtel de Ville de Sainte-Marie                               | Beaumont - Chemin Conteur ⥋ Hôtel de Ville de Sainte-Marie                               | Beaumont - Chemin Conteur ⥋ Hôtel de Ville de Sainte-Marie                               | Beaumont - Chemin Conteur ⥋ Hôtel de Ville de Sainte-Marie                                                                                | Beaumont - Chemin Conteur ⥋ Hôtel de Ville de Sainte-Marie                               | Beaumont - Chemin Conteur ⥋ Hôtel de Ville de Sainte-Marie                               | Beaumont - Chemin Conteur ⥋ Hôtel de Ville de Sainte-Marie                               | Beaumont - Chemin Conteur ⥋ Hôtel de Ville de Sainte-Marie                               |
| 48a   | Ouverture / Fermeture — / — | Longueur 13,5 km                                                                         | Durée 32 min                                                                             | Nb. d’arrêts 30                                                                          | Matériel Taxibus | Jours de fonctionnement L, Ma, Me, J, V, S                                               | Jour / Soir / Nuit / Fêtes O / N / N / N                                                 | Voy. / an —                                                                              | Dépôt —                                                                                  |
| 48a   | Desserte : Sainte-Marie : Beaumont, Piton Cailloux, La Ressource, Beauséjour, Bois Rouge, Le Verger, Centre-Ville - Lieux desservis : Chemin Conteur, École Beaumont, Chemin Tranquilin, Chemin Arthur Rimbaud, Chemin Hubert Grondin, Rue Lagrange, Allée Cocos, Collège Beauséjour, Rue Routier de Granval, Cimetière Intercommunal de Bois Rouge, Chemin Tabur, Rue Jacquiers, Avenue Maperine, Poste de Sainte-Marie, Mairie de Sainte-Marie - Arrêts desservis : Chemin Conteur, Conteur, Chemin des Fleurs, Chemin Robert, Les Azalées, Talipot, Chemin Payet, Mangues, Chemin Herman, Chemin Tranquilin, Madoré, Les Fanjans, Chemin du Bassin, Les Benjoins, Cannelle, Chemin Hubert Grondin, Colombo, Lagrange, Allée Cocos, Ressource, Collège Beauséjour, Beauséjour, Case du Bois Rouge, Les Fuschias, Les Lucas, Four à Chaux, Louis Lagourgue, Le Verger, La Poste, Hôtel de Ville de Sainte-Marie |                                                                                          |                                                                                          |                                                                                          | |                                                                                          |                                                                                          |                                                                                          |                                                                                          |
| 48a   | Autre : |                                                                                          |                                                                                          |                                                                                          | |                                                                                          |                                                                                          |                                                                                          |                                                                                          |
| 48a   | Dernière actualisation : — |                                                                                          |                                                                                          |                                                                                          | |                                                                                          |                                                                                          |                                                                                          |                                                                                          |
| 49    | Bagatelle ⥋ Le Verger | Bagatelle ⥋ Le Verger                                                                    | Bagatelle ⥋ Le Verger                                                                    | Bagatelle ⥋ Le Verger                                                                    | Bagatelle ⥋ Le Verger | Bagatelle ⥋ Le Verger                                                                    | Bagatelle ⥋ Le Verger                                                                    | Bagatelle ⥋ Le Verger                                                                    | Bagatelle ⥋ Le Verger                                                                    |
| 49    | Ouverture / Fermeture — / — | Longueur 11 km                                                                           | Durée 26 min                                                                             | Nb. d’arrêts 19(A) - 21(R)                                                               | Matériel Taxibus | Jours de fonctionnement L, Ma, Me, J, V, S, D                                            | Jour / Soir / Nuit / Fêtes O / N / N / O                                                 | Voy. / an —                                                                              | Dépôt —                                                                                  |
| 49    | Desserte : Sainte-Suzanne : Bagatelle, Sainte-Marie : Ravine-des-Chèvres, Les Jacques, La Réserve, Les Gaspards, Centre-Ville, La Découverte, Le Verger - Lieux desservis : Bagatelle - Mairie Annexe, Route du Général Ailleret, ZAC La Réserve, Rue Monet, Rue Yves Montand, École Maternelle Les Gaspards, Mairie de Sainte-Marie, Rue du Vingt Décembre / Rue Grain Rouge, Avenue des Figuiers, Lycée Le Verger, Avenue Maperine - Arrêts desservis : Bagatelle, Établissement, Ringuet, Capitaine, Barouin, Manès, Ti-Jacques, ZAC La Réserve 2, Sarda Garriga, Les Gaspards, Les Arts, Aurore, Magellan, Hôtel de Ville de Sainte-Marie, Bassin Mangue, Source, Rue de la Liberté (au Retour), Caprice, Barbadines, Louis Lagourgue (R), Le Verger |                                                                                          |                                                                                          |                                                                                          | |                                                                                          |                                                                                          |                                                                                          |                                                                                          |
| 49    | Autre : Sens Retour : Le Verger jusqu'à Hôtel de Ville de Sainte-Marie, puis de Hôtel de Ville de Sainte-Marie jusqu'à Bagatelle. |                                                                                          |                                                                                          |                                                                                          | |                                                                                          |                                                                                          |                                                                                          |                                                                                          |
| 49    | Dernière actualisation : — |                                                                                          |                                                                                          |                                                                                          | |                                                                                          |                                                                                          |                                                                                          |                                                                                          |

### Lignes de Sainte-Suzanne
| Ligne | Caractéristiques | Caractéristiques                                                                                                  | Caractéristiques                                                                                                  | Caractéristiques                                                                                                  | Caractéristiques                                                                                                  | Caractéristiques                                                                                                  | Caractéristiques                                                                                                  | Caractéristiques                                                                                                  | Caractéristiques                                                                                                  |
| 50    | Chemin Ringuet ⥋ Hôtel de Ville de Sainte-Suzanne | Chemin Ringuet ⥋ Hôtel de Ville de Sainte-Suzanne                                                                 | Chemin Ringuet ⥋ Hôtel de Ville de Sainte-Suzanne                                                                 | Chemin Ringuet ⥋ Hôtel de Ville de Sainte-Suzanne                                                                 | Chemin Ringuet ⥋ Hôtel de Ville de Sainte-Suzanne                                                                 | Chemin Ringuet ⥋ Hôtel de Ville de Sainte-Suzanne                                                                 | Chemin Ringuet ⥋ Hôtel de Ville de Sainte-Suzanne                                                                 | Chemin Ringuet ⥋ Hôtel de Ville de Sainte-Suzanne                                                                 | Chemin Ringuet ⥋ Hôtel de Ville de Sainte-Suzanne                                                                 |
| ----- | --- | --- | --- | --- | --- | --- | --- | --- | --- |
| 50    | Ouverture / Fermeture — / — | Longueur 7 km | Durée 24 min | Nb. d’arrêts 17                                                                                                   | Matériel TEMSA MD7 - TEMSA MD9LE                                                                                  | Jours de fonctionnement L, Ma, Me, J, V, S, D                                                                     | Jour / Soir / Nuit / Fêtes O / N / N / O                                                                          | Voy. / an — | Dépôt — |
| 50    | Desserte : Sainte-Suzanne : Bagatelle, La Grande Montée, La Grande Ravine, Les Jacques Cargot, Les Jacques Bel-Air, Bel-Air, Centre-Ville - Lieux desservis : Chemin Ringuet, Route du Général Ailleret, Mairie Annexe de Bagatelle, Chemin La Croix, Chemin Drozin, Rue Louis Hoarau, Rue Jacques Bel-Air I, Chemin du Transversal Bel-Air, Lycée Polyvalent de Bel Air, Phare de Bel-Air, Cimetière de Bel-Air, Rue Pierre Mendès France, Mairie / Église de Sainte-Suzanne - Arrêts desservis : Ringuet, Établissement, Mairie Annexe Bagatelle, École Bagatelle Sarda Garriga, Chemin Bec Rose, Grande Montée, Chemin La Croix, Chemin Drozin, Jacques Cargot, Calvaire, École les Bauhinias, Les Jacques Bel-Air, Transversal Bel-Air, CCAS de Sainte-Suzanne, Cimetière, École Catholique, Hôtel de Ville de Sainte-Suzanne | | | | | | | | |
| 50    | Autre : | | | | | | | | |
| 50    | Dernière actualisation : — | | | | | | | | |
| 51    | Pointe Canal ⥋ Quartier Français | Pointe Canal ⥋ Quartier Français                                                                                  | Pointe Canal ⥋ Quartier Français                                                                                  | Pointe Canal ⥋ Quartier Français                                                                                  | Pointe Canal ⥋ Quartier Français                                                                                  | Pointe Canal ⥋ Quartier Français                                                                                  | Pointe Canal ⥋ Quartier Français                                                                                  | Pointe Canal ⥋ Quartier Français                                                                                  | Pointe Canal ⥋ Quartier Français                                                                                  |
| 51    | Ouverture / Fermeture — / — | Longueur 12,2 km                                                                                                  | Durée 32 min | Nb. d’arrêts 25                                                                                                   | Matériel Yutong EC10, Iveco crossway POP 10,6m                                                                    | Jours de fonctionnement L, Ma, Me, J, V, S, D                                                                     | Jour / Soir / Nuit / Fêtes O / N / N / O                                                                          | Voy. / an — | Dépôt — |
| 51    | Desserte : Sainte-Suzanne : Bagatelle, La Grande Montée, La Grande Ravine, Les Jacques Cargot, Les Jacques Bel-Air, Bel-Air, Centre-Ville, La Marine, Quartier Français - Lieux desservis : Chemin Camp Créole, Mairie Annexe de Bagatelle, Chemin La Croix, Chemin Drozin, Rue Louis Hoarau, Rue Jacques Bel-Air I, Chemin du Transversal Bel-Air, Lycée Polyvalent de Bel Air, Phare de Bel-Air, Cimetière de Bel-Air, Rue Pierre Mendès France, Mairie / Église de Sainte-Suzanne, Le Bocage Lucet Langenier, Stade en Eaux Vives, Centre Commercial Quartier Français, École René Manglou, Mairie Annexe Quartier Français, ZAC Quartier Français - Arrêts desservis : Pointe Canal, Croix Jubilé, Camp Créole, Montchavet, Mairie Annexe Bagatelle, École Bagatelle Sarda Garriga, Chemin Bec Rose, Grande Montée, Chemin La Croix, Chemin Drozin, Jacques Cargot, Calvaire, École les Bauhinias, Les Jacques Bel-Air, Transversal Bel-Air, CCAS de Sainte-Suzanne, Cimetière, École Catholique, Hôtel de Ville de Sainte-Suzanne, Bocage, Stade Eaux Vives, Rond-Point de la Marine, Pont Malheur, École Quartier Français, Quartier Français | | | | | | | | |
| 51    | Autre : | | | | | | | | |
| 51    | Dernière actualisation : — | | | | | | | | |
| 51a   | Chemin Decotte / Éolienne (Bassin Bœuf) ⥋ Mairie Annexe Bagatelle | Chemin Decotte / Éolienne (Bassin Bœuf) ⥋ Mairie Annexe Bagatelle                                                 | Chemin Decotte / Éolienne (Bassin Bœuf) ⥋ Mairie Annexe Bagatelle                                                 | Chemin Decotte / Éolienne (Bassin Bœuf) ⥋ Mairie Annexe Bagatelle                                                 | Chemin Decotte / Éolienne (Bassin Bœuf) ⥋ Mairie Annexe Bagatelle                                                 | Chemin Decotte / Éolienne (Bassin Bœuf) ⥋ Mairie Annexe Bagatelle                                                 | Chemin Decotte / Éolienne (Bassin Bœuf) ⥋ Mairie Annexe Bagatelle                                                 | Chemin Decotte / Éolienne (Bassin Bœuf) ⥋ Mairie Annexe Bagatelle                                                 | Chemin Decotte / Éolienne (Bassin Bœuf) ⥋ Mairie Annexe Bagatelle                                                 |
| 51a   | Ouverture / Fermeture — / — | Longueur 4,5 km                                                                                                   | Durée 10 min | Nb. d’arrêts 10                                                                                                   | Matériel Taxibus                                                                                                  | Jours de fonctionnement L, Ma, Me, J, V, S                                                                        | Jour / Soir / Nuit / Fêtes O / N / N / N                                                                          | Voy. / an — | Dépôt — |
| 51a   | Desserte : Sainte-Suzanne : Bagatelle - Lieux desservis : Bassin Bœuf (Site des Éoliennes), Chemin Decotte, Chemin Camp Créole, Mairie Annexe - Arrêts desservis : Chemin Decotte, Éolienne, Fleur de Canne, Bassin Bœuf, Deux Vierges, Pointe Canal, Croix Jubilé, Camp Créole, Montchavet, Mairie Annexe Bagatelle | | | | | | | | |
| 51a   | Autre : Les départs de 6:22, 7:22, 14:22, 15:22 et 18:22 ont pour terminus l'arrêt Chemin Decotte. Le reste du temps, le trajet se termine à Éolienne. | | | | | | | | |
| 51a   | Dernière actualisation : — | | | | | | | | |
| 53    | H. de Ville de Sainte-Suzanne ↔ Commune Carron ⥋ Commune Ango ↔ Quartier Français ↔ H. de Ville de Sainte-Suzanne | H. de Ville de Sainte-Suzanne ↔ Commune Carron ⥋ Commune Ango ↔ Quartier Français ↔ H. de Ville de Sainte-Suzanne | H. de Ville de Sainte-Suzanne ↔ Commune Carron ⥋ Commune Ango ↔ Quartier Français ↔ H. de Ville de Sainte-Suzanne | H. de Ville de Sainte-Suzanne ↔ Commune Carron ⥋ Commune Ango ↔ Quartier Français ↔ H. de Ville de Sainte-Suzanne | H. de Ville de Sainte-Suzanne ↔ Commune Carron ⥋ Commune Ango ↔ Quartier Français ↔ H. de Ville de Sainte-Suzanne | H. de Ville de Sainte-Suzanne ↔ Commune Carron ⥋ Commune Ango ↔ Quartier Français ↔ H. de Ville de Sainte-Suzanne | H. de Ville de Sainte-Suzanne ↔ Commune Carron ⥋ Commune Ango ↔ Quartier Français ↔ H. de Ville de Sainte-Suzanne | H. de Ville de Sainte-Suzanne ↔ Commune Carron ⥋ Commune Ango ↔ Quartier Français ↔ H. de Ville de Sainte-Suzanne | H. de Ville de Sainte-Suzanne ↔ Commune Carron ⥋ Commune Ango ↔ Quartier Français ↔ H. de Ville de Sainte-Suzanne |
| 53    | Ouverture / Fermeture — / — | Longueur 17,5 km                                                                                                  | Durée 28-40 min                                                                                                   | Nb. d’arrêts 33                                                                                                   | Matériel Temsa MD7 - Isuzu Novo Ultra                                                                             | Jours de fonctionnement L, Ma, Me, J, V, S, D                                                                     | Jour / Soir / Nuit / Fêtes O / N / N / O                                                                          | Voy. / an — | Dépôt — |
| 53    | Desserte : Sainte-Suzanne : Centre-Ville, Commune Carron, Commune Ango, Quartier Français, La Marine, Centre-Ville - Lieux desservis : Mairie / Église de Sainte-Suzanne, Le Bocage Lucet Langenier, Stade en Eaux Vives, La Marine Sainte-Suzanne, Chemin Commune Carron, École Maya, Chemin Victor Bellier, Chemin Commune Ango, Centre Commercial Quartier Français, École René Manglou, Mairie Annexe Quartier Français, ZAC Quartier Français, École René Manglou, Centre Commercial Quartier Français, Stade en Eaux Vives, Le Bocage Lucet Langenier, Mairie / Église de Sainte-Suzanne - Arrêts desservis : Hôtel de Ville de Sainte-Suzanne, Bocage, Stade Eaux Vives, Rond-Point de la Marine, Pont Malheur, Diorée, Carron, Brûlon, Bambous, Taïlamée, Letchis, École Commune Carron, Commune Carron, Bellier, Victor Bellier, Longanis, Martin, École Commune Ango, Commune Ango, Campenon, Pamplemousses, Palmistes, Virage Ango, Délices, Paille-en-Queue, École Quartier Français, Quartier Français, École Quartier Français, Pont Malheur, Rond-Point de la Marine, Stade Eaux Vives, Bocage, Hôtel de Ville de Sainte-Suzanne     | | | | | | | | |
| 53    | Autre : Boucle à Sens Unique. | | | | | | | | |
| 53    | Dernière actualisation : — | | | | | | | | |
| 54    | Bras Pistolet ↔ Chemin Madrier ⥋ Hôtel de Ville de Sainte-Suzanne | Bras Pistolet ↔ Chemin Madrier ⥋ Hôtel de Ville de Sainte-Suzanne                                                 | Bras Pistolet ↔ Chemin Madrier ⥋ Hôtel de Ville de Sainte-Suzanne                                                 | Bras Pistolet ↔ Chemin Madrier ⥋ Hôtel de Ville de Sainte-Suzanne                                                 | Bras Pistolet ↔ Chemin Madrier ⥋ Hôtel de Ville de Sainte-Suzanne                                                 | Bras Pistolet ↔ Chemin Madrier ⥋ Hôtel de Ville de Sainte-Suzanne                                                 | Bras Pistolet ↔ Chemin Madrier ⥋ Hôtel de Ville de Sainte-Suzanne                                                 | Bras Pistolet ↔ Chemin Madrier ⥋ Hôtel de Ville de Sainte-Suzanne                                                 | Bras Pistolet ↔ Chemin Madrier ⥋ Hôtel de Ville de Sainte-Suzanne                                                 |
| 54    | Ouverture / Fermeture — / — | Longueur 14 km | Durée 25 min | Nb. d’arrêts 28 (+3)                                                                                              | Matériel Mercedes Vehixel - Taxibus                                                                               | Jours de fonctionnement L, Ma, Me, J, V, S, D                                                                     | Jour / Soir / Nuit / Fêtes O / N / N / O                                                                          | Voy. / an — | Dépôt — |
| 54    | Desserte : Sainte-Suzanne : Bras Pistolet, Deux-Rives, Quartier Français, La Marine Centre-Ville - Lieux desservis : Lotissement Bras Pistolet, Chemin Madrier, Chemin Bras Pistolet, Église du Père Laval, Résidence Chane Kane, Chemin Montrose, Rue Laurent Damour, École Victor Hugo, Rue Marchande, Rue Raymond Vergès, Église Sainte-Vivienne, Collège Lucet Langenier, ZAC Quartier Français, École René Manglou, Centre Commercial Quartier Français, Stade en Eaux Vives, Le Bocage Lucet Langenier, Mairie / Église de Sainte-Suzanne - Arrêts desservis : Bras Pistolet, (Madrier), (Chemin Madrier), (Chemin Bras-de-Fer-les-Hauts), Fougères, Chemin des Oiseaux Blancs, Allée des Glaïeuls, Chemin Camarons, Bruyères, Père Laval, Bras Mathurins, Chane Kane, Boutique Combatadin, Vanille, Mussard, Laurent Damour, École Deux Rives, Montrose, Rue Marchande, Vacoas, Desruisseaux, Chemin Camp des Évis, Sainte-Vivienne, Héva, Quartier Français, École Quartier Français, Pont Malheur, Rond-Point de la Marine, Stade Eaux Vives, Bocage, Hôtel de Ville de Sainte-Suzanne                                                     | | | | | | | | |
| 54    | Autre : La desserte du Chemin Madrier est assurée aux départs de 11:30 et 17:30 de l'Hôtel de Ville de Sainte-Suzanne. | | | | | | | | |
| 54    | Dernière actualisation : — | | | | | | | | |
| 60    | Chemin École Ango ⥋ Hôtel de Ville de Sainte-Suzanne | Chemin École Ango ⥋ Hôtel de Ville de Sainte-Suzanne                                                              | Chemin École Ango ⥋ Hôtel de Ville de Sainte-Suzanne                                                              | Chemin École Ango ⥋ Hôtel de Ville de Sainte-Suzanne                                                              | Chemin École Ango ⥋ Hôtel de Ville de Sainte-Suzanne                                                              | Chemin École Ango ⥋ Hôtel de Ville de Sainte-Suzanne                                                              | Chemin École Ango ⥋ Hôtel de Ville de Sainte-Suzanne                                                              | Chemin École Ango ⥋ Hôtel de Ville de Sainte-Suzanne                                                              | Chemin École Ango ⥋ Hôtel de Ville de Sainte-Suzanne                                                              |
| 60    | Ouverture / Fermeture — / — | Longueur 9,4 km                                                                                                   | Durée 20 min | Nb. d’arrêts 21                                                                                                   | Matériel Taxibus                                                                                                  | Jours de fonctionnement L, Ma, Me, J, V, S                                                                        | Jour / Soir / Nuit / Fêtes O / N / N / N                                                                          | Voy. / an — | Dépôt — |
| 60    | Desserte : Sainte-Suzanne : Commune Ango, Commune Carron, La Marine, Centre-Ville - Lieux desservis : Chemin École Ango, École Commune Ango, Chemin Commune Ango, Chemin Victor Bellier, École Maya, Chemin Commune Carron, Stade en Eaux Vives, Le Bocage Lucet Langenier, Mairie / Église de Sainte-Suzanne - Arrêts desservis : Chemin École Ango, Chemin Fantasia, Boucle Ango, École Commune Ango, Martin, Longanis, Victor Bellier, Bellier, Commune Carron, École Commune Carron, Letchis, Taïlamée, Bambous, Brûlon, Carron, Diorée, Pont Malheur, Rond-Point de la Marine, Stade Eaux Vives, Bocage, Hôtel de Ville de Sainte-Suzanne | | | | | | | | |
| 60    | Autre : | | | | | | | | |
| 60    | Dernière actualisation : — | | | | | | | | |
| 61    | Renaissance (Bassin Rond) ⥋ Hôtel de Ville de Sainte-Suzanne | Renaissance (Bassin Rond) ⥋ Hôtel de Ville de Sainte-Suzanne                                                      | Renaissance (Bassin Rond) ⥋ Hôtel de Ville de Sainte-Suzanne                                                      | Renaissance (Bassin Rond) ⥋ Hôtel de Ville de Sainte-Suzanne                                                      | Renaissance (Bassin Rond) ⥋ Hôtel de Ville de Sainte-Suzanne                                                      | Renaissance (Bassin Rond) ⥋ Hôtel de Ville de Sainte-Suzanne                                                      | Renaissance (Bassin Rond) ⥋ Hôtel de Ville de Sainte-Suzanne                                                      | Renaissance (Bassin Rond) ⥋ Hôtel de Ville de Sainte-Suzanne                                                      | Renaissance (Bassin Rond) ⥋ Hôtel de Ville de Sainte-Suzanne                                                      |
| 61    | Ouverture / Fermeture — / — | Longueur 9,4 km                                                                                                   | Durée 9 min | Nb. d’arrêts 12                                                                                                   | Matériel Taxibus                                                                                                  | Jours de fonctionnement L, Ma, Me, J, V, S, D                                                                     | Jour / Soir / Nuit / Fêtes O / N / N / O                                                                          | Voy. / an — | Dépôt — |
| 61    | Desserte : Sainte-Suzanne : La Renaissance, Centre-Ville - Lieux desservis : Chemin Safer - La Renaissance, Chemin de la Renaissance, Cascade Niagara, Stade en Eaux Vives, Le Bocage Lucet Langenier, Mairie / Église de Sainte-Suzanne - Arrêts desservis : Renaissance - Bassin Rond, Chemin de la Renaissance, Chemin Solitude, Moufia, Boutique Moufia, Mathurines, Gîtes de la Renaissance, Niagara, Cascades, Stade Eaux Vives, Bocage, Hôtel de Ville de Sainte-Suzanne | | | | | | | | |
| 61    | Autre : | | | | | | | | |
| 61    | Dernière actualisation : — | | | | | | | | |
| 62    | ZAC Bagatelle ↔ Franche Terre ⥋ Hôtel de Ville de Sainte-Suzanne | ZAC Bagatelle ↔ Franche Terre ⥋ Hôtel de Ville de Sainte-Suzanne                                                  | ZAC Bagatelle ↔ Franche Terre ⥋ Hôtel de Ville de Sainte-Suzanne                                                  | ZAC Bagatelle ↔ Franche Terre ⥋ Hôtel de Ville de Sainte-Suzanne                                                  | ZAC Bagatelle ↔ Franche Terre ⥋ Hôtel de Ville de Sainte-Suzanne                                                  | ZAC Bagatelle ↔ Franche Terre ⥋ Hôtel de Ville de Sainte-Suzanne                                                  | ZAC Bagatelle ↔ Franche Terre ⥋ Hôtel de Ville de Sainte-Suzanne                                                  | ZAC Bagatelle ↔ Franche Terre ⥋ Hôtel de Ville de Sainte-Suzanne                                                  | ZAC Bagatelle ↔ Franche Terre ⥋ Hôtel de Ville de Sainte-Suzanne                                                  |
| 62    | Ouverture / Fermeture — / — | Longueur 6,3-3,8 km                                                                                               | Durée 10-7 min | Nb. d’arrêts 10                                                                                                   | Matériel Taxibus                                                                                                  | Jours de fonctionnement L, Ma, Me, J, V, S, D                                                                     | Jour / Soir / Nuit / Fêtes O / N / N / O                                                                          | Voy. / an — | Dépôt — |
| 62    | Desserte : Sainte-Suzanne : Bagatelle, Franche Terre, Bel-Air, Centre-Ville - Lieux desservis : Chemin Guevara, Rue Martin Luther King, Chemin Franche Terre, Le Grand Hazier, Chemin du Transversal Bel-Air, Lycée Polyvalent de Bel Air, Phare de Bel-Air, Cimetière de Bel-Air, Rue Pierre Mendès France, Mairie / Église de Sainte-Suzanne - Arrêts desservis : ZAC Bagatelle, Luther King, Franche Terre, Chassagne, Le Grand Hazier, Transversal Bel Air, CCAS de Sainte-Suzanne, Cimetière, École Catholique, Hôtel de Ville de Sainte-Suzanne | | | | | | | | |
| 62    | Autre : - Les départs de 8:45, 9:45, 10:45, 13:45, 14:45 et 15:45 ont pour terminus Franche Terre. - Les dimanches et jours fériés, les départs sont effectués de et jusqu'à Franche Terre. | | | | | | | | |
| 62    | Dernière actualisation : — | | | | | | | | |
| 63    | Case Bellevue ⥋ Hôtel de Ville de Sainte-Suzanne | Case Bellevue ⥋ Hôtel de Ville de Sainte-Suzanne                                                                  | Case Bellevue ⥋ Hôtel de Ville de Sainte-Suzanne                                                                  | Case Bellevue ⥋ Hôtel de Ville de Sainte-Suzanne                                                                  | Case Bellevue ⥋ Hôtel de Ville de Sainte-Suzanne                                                                  | Case Bellevue ⥋ Hôtel de Ville de Sainte-Suzanne                                                                  | Case Bellevue ⥋ Hôtel de Ville de Sainte-Suzanne                                                                  | Case Bellevue ⥋ Hôtel de Ville de Sainte-Suzanne                                                                  | Case Bellevue ⥋ Hôtel de Ville de Sainte-Suzanne                                                                  |
| 63    | Ouverture / Fermeture — / — | Longueur 7 km | Durée 13 min | Nb. d’arrêts 10                                                                                                   | Matériel Taxibus                                                                                                  | Jours de fonctionnement L, Ma, Me, J, V, S, D                                                                     | Jour / Soir / Nuit / Fêtes O / N / N / O                                                                          | Voy. / an — | Dépôt — |
| 63    | Desserte : Sainte-Suzanne : Bellevue, Centre-Ville - Lieux desservis : Chemin Liberté Bellevue, Chemin Bellevue, Stade en Eaux Vives, Le Bocage Lucet Langenier, Mairie / Église de Sainte-Suzanne - Arrêts desservis : Case Bellevue, Château d'Eau, La Vigne, Albius, Fleurs de Cannes, Maya, Chemin Bellevue, Stade Eaux Vives, Bocage, Hôtel de Ville de Sainte-Suzanne | | | | | | | | |
| 63    | Autre : | | | | | | | | |
| 63    | Dernière actualisation : — | | | | | | | | |
| 64    | Camp des Évis ⥋ Hôtel de Ville de Sainte-Suzanne | Camp des Évis ⥋ Hôtel de Ville de Sainte-Suzanne                                                                  | Camp des Évis ⥋ Hôtel de Ville de Sainte-Suzanne                                                                  | Camp des Évis ⥋ Hôtel de Ville de Sainte-Suzanne                                                                  | Camp des Évis ⥋ Hôtel de Ville de Sainte-Suzanne                                                                  | Camp des Évis ⥋ Hôtel de Ville de Sainte-Suzanne                                                                  | Camp des Évis ⥋ Hôtel de Ville de Sainte-Suzanne                                                                  | Camp des Évis ⥋ Hôtel de Ville de Sainte-Suzanne                                                                  | Camp des Évis ⥋ Hôtel de Ville de Sainte-Suzanne                                                                  |
| 64    | Ouverture / Fermeture — / — | Longueur 6,6 km                                                                                                   | Durée 12 min | Nb. d’arrêts 13                                                                                                   | Matériel Taxibus                                                                                                  | Jours de fonctionnement L, Ma, Me, J, V, S                                                                        | Jour / Soir / Nuit / Fêtes O / N / N / N                                                                          | Voy. / an — | Dépôt — |
| 64    | Desserte : Sainte-Suzanne : Camp des Évis, Quartier Français, La Marine, Centre-Ville - Lieux desservis : Chemin Camp des Évis, Église Sainte-Vivienne, Collège Lucet Langenier, ZAC Quartier Français, École René Manglou, Centre Commercial Quartier Français, Stade en Eaux Vives, Le Bocage Lucet Langenier, Mairie / Église de Sainte-Suzanne - Arrêts desservis : Camp des Évis, Impasse des Évis, Pablo Neruda, Camp des Évis 2, Sainte-Vivienne, Héva, Quartier Français, École Quartier Français, Pont Malheur, Rond-Point de la Marine, Stade Eaux Vives, Bocage, Hôtel de Ville de Sainte-Suzanne | | | | | | | | |
| 64    | Autre : | | | | | | | | |
| 64    | Dernière actualisation : — | | | | | | | | |
| 65    | École de la Marine ⥋ Village Desprez | École de la Marine ⥋ Village Desprez                                                                              | École de la Marine ⥋ Village Desprez                                                                              | École de la Marine ⥋ Village Desprez                                                                              | École de la Marine ⥋ Village Desprez                                                                              | École de la Marine ⥋ Village Desprez                                                                              | École de la Marine ⥋ Village Desprez                                                                              | École de la Marine ⥋ Village Desprez                                                                              | École de la Marine ⥋ Village Desprez                                                                              |
| 65    | Ouverture / Fermeture — / — | Longueur 4 km | Durée 10 min | Nb. d’arrêts 10.5                                                                                                 | Matériel Taxibus                                                                                                  | Jours de fonctionnement L, Ma, Me, J, V, S                                                                        | Jour / Soir / Nuit / Fêtes O / N / N / N                                                                          | Voy. / an — | Dépôt — |
| 65    | Desserte : Sainte-Suzanne : La Marine, Centre-Ville, Village Desprez - Lieux desservis : École de la Marine, Rue des Pêcheurs, Rue de la Source, Stade en Eaux Vives, Le Bocage Lucet Langenier, Mairie / Église de Sainte-Suzanne, Rue de la Digue, Rue Desprez - Arrêts desservis : École de la Marine, Rue des Pêcheurs, Boutique, Rue de la Source, Rond-Point de la Marine, Stade Eaux Vives, Bocage, Hôtel de Ville de Sainte-Suzanne, Général de Gaulle (sens aller), Route Digue (sens aller), Ruelle Bertin (sens retour), Village Desprez | | | | | | | | |
| 65    | Autre : Sens retour : Village Desprez vers H. de Ville de Sainte-Suzanne, puis de H. de Ville de Sainte-Suzanne jusqu'à École de la Marine. | | | | | | | | |
| 65    | Dernière actualisation : — | | | | | | | | |
| 67    | Citerne Espérance ⥋ Hôtel de Ville de Sainte-Suzanne | Citerne Espérance ⥋ Hôtel de Ville de Sainte-Suzanne                                                              | Citerne Espérance ⥋ Hôtel de Ville de Sainte-Suzanne                                                              | Citerne Espérance ⥋ Hôtel de Ville de Sainte-Suzanne                                                              | Citerne Espérance ⥋ Hôtel de Ville de Sainte-Suzanne                                                              | Citerne Espérance ⥋ Hôtel de Ville de Sainte-Suzanne                                                              | Citerne Espérance ⥋ Hôtel de Ville de Sainte-Suzanne                                                              | Citerne Espérance ⥋ Hôtel de Ville de Sainte-Suzanne                                                              | Citerne Espérance ⥋ Hôtel de Ville de Sainte-Suzanne                                                              |
| 67    | Ouverture / Fermeture — / — | Longueur 13 km | Durée 26 min | Nb. d’arrêts 26                                                                                                   | Matériel Taxibus                                                                                                  | Jours de fonctionnement L, Ma, Me, J, V, S, D                                                                     | Jour / Soir / Nuit / Fêtes O / N / N / O                                                                          | Voy. / an — | Dépôt — |
| 67    | Desserte : Sainte-Suzanne : L'Espérance, Deux-Rives, Quartier Français, La Marine, Centre-Ville - Lieux desservis : Chemin Espérance, Chemin Safer Deux Rives, École Victor Hugo Deux Rives, Rue Marchande, Rue Raymond Vergès, Église Sainte-Vivienne, Collège Lucet Langenier, École René Manglou, ZAC Quartier Français, Centre Commercial Quartier Français, Stade en Eaux Vives, Le Bocage Lucet Langenier, Mairie / Église de Sainte-Suzanne - Arrêts desservis : Citerne Espérance, Espérance, Sentier Œillet, Bananiers, Figuiers, Chemin Rural, Chemin Safer, La Croisée, Chemin Espérance, Chemin Bassin de Boue, Laurent Damour, École Deux Rives, Montrose, Rue Marchande, Vacoas, Desruisseaux, Chemin Camp des Évis, Sainte-Vivienne, Héva, Quartier Français, École Quartier Français, Pont Malheur, Rond-Point de la Marine, Stade Eaux Vives, Bocage, Hôtel de Ville de Sainte-Suzanne | | | | | | | | |
| 67    | Autre : | | | | | | | | |
| 67    | Dernière actualisation : — | | | | | | | | |
| 68    | Commune Bègue ⥋ Hôtel de Ville de Sainte-Suzanne | Commune Bègue ⥋ Hôtel de Ville de Sainte-Suzanne                                                                  | Commune Bègue ⥋ Hôtel de Ville de Sainte-Suzanne                                                                  | Commune Bègue ⥋ Hôtel de Ville de Sainte-Suzanne                                                                  | Commune Bègue ⥋ Hôtel de Ville de Sainte-Suzanne                                                                  | Commune Bègue ⥋ Hôtel de Ville de Sainte-Suzanne                                                                  | Commune Bègue ⥋ Hôtel de Ville de Sainte-Suzanne                                                                  | Commune Bègue ⥋ Hôtel de Ville de Sainte-Suzanne                                                                  | Commune Bègue ⥋ Hôtel de Ville de Sainte-Suzanne                                                                  |
| 68    | Ouverture / Fermeture — / — | Longueur 8,5 km                                                                                                   | Durée 17 min | Nb. d’arrêts 15                                                                                                   | Matériel Taxibus                                                                                                  | Jours de fonctionnement L, Ma, Me, J, V, S                                                                        | Jour / Soir / Nuit / Fêtes O / N / N / N                                                                          | Voy. / an — | Dépôt — |
| 68    | Desserte : Sainte-Suzanne : Commune Bègue, Quartier Français, La Marine, Centre-Ville - Lieux desservis : Rue Dugain, Chemin Commune Bègue, ZAC Commune Bègue, ZAC Quartier Français, École René Manglou, Centre Commercial Quartier Français, Stade en Eaux Vives, Le Bocage Lucet Langenier, Mairie / Église de Sainte-Suzanne - Arrêts desservis : Commune Bègue, Dugain, Chemin Bègue-les-Hauts, Chemin Bègue, Cimendef, Macalingo, Chemin des Joncs, Chemin Bègue-les-Bas, Quartier Français, École Quartier Français, Pont Malheur, Rond-Point de la Marine, Stade Eaux Vives, Bocage, Hôtel de Ville de Sainte-Suzanne | | | | | | | | |
| 68    | Autre : | | | | | | | | |
| 68    | Dernière actualisation : — | | | | | | | | |
| 69    | ZAC Bagatelle par la Rue Louis Hoarau ⥋ Hôtel de Ville de Sainte-Suzanne | ZAC Bagatelle par la Rue Louis Hoarau ⥋ Hôtel de Ville de Sainte-Suzanne                                          | ZAC Bagatelle par la Rue Louis Hoarau ⥋ Hôtel de Ville de Sainte-Suzanne                                          | ZAC Bagatelle par la Rue Louis Hoarau ⥋ Hôtel de Ville de Sainte-Suzanne                                          | ZAC Bagatelle par la Rue Louis Hoarau ⥋ Hôtel de Ville de Sainte-Suzanne                                          | ZAC Bagatelle par la Rue Louis Hoarau ⥋ Hôtel de Ville de Sainte-Suzanne                                          | ZAC Bagatelle par la Rue Louis Hoarau ⥋ Hôtel de Ville de Sainte-Suzanne                                          | ZAC Bagatelle par la Rue Louis Hoarau ⥋ Hôtel de Ville de Sainte-Suzanne                                          | ZAC Bagatelle par la Rue Louis Hoarau ⥋ Hôtel de Ville de Sainte-Suzanne                                          |
| 69    | Ouverture / Fermeture — / — | Longueur 4,6 km                                                                                                   | Durée 10 min | Nb. d’arrêts 11                                                                                                   | Matériel Taxibus                                                                                                  | Jours de fonctionnement L, Ma, Me, J, V, S, D                                                                     | Jour / Soir / Nuit / Fêtes O / N / N / O                                                                          | Voy. / an — | Dépôt — |
| 69    | Desserte : Sainte-Suzanne : Bagatelle, Les Jacques Cargot, Bel-Air, Centre-Ville - Lieux desservis : École Les Bambous, Rue Léon Fidèle, Rue Louis Hoarau, Lycée Polyvalent de Bel Air, Phare de Bel-Air, Cimetière de Bel-Air, Rue Pierre Mendès France, Mairie / Église de Sainte-Suzanne - Arrêts desservis : ZAC Bagatelle, École les Bambous, Léon Fidèle, Chemin Bec Rose, Papangue, Jacques Cargot, Louis Hoarau, CCAS de Sainte-Suzanne, Cimetière, École Catholique, Hôtel de Ville de Sainte-Suzanne | | | | | | | | |
| 69    | Autre : | | | | | | | | |
| 69    | Dernière actualisation : — | | | | | | | | |

## Nouvelles Lignes
Depuis le 4 Décembre 2024 Le Réseau Citalis compte 3 Nouvelles Lignes :  2 lignes Express et une ligne de Transport a la demande
| Ligne | Caractéristiques                                                                                                  | Caractéristiques                               | Caractéristiques                               | Caractéristiques                               | Caractéristiques                               | Caractéristiques                               | Caractéristiques                               | Caractéristiques                               | Caractéristiques                               |
| EX1   | Ecole Quartier Français ⥋ Station Chaudron                                                                        | Ecole Quartier Français ⥋ Station Chaudron     | Ecole Quartier Français ⥋ Station Chaudron     | Ecole Quartier Français ⥋ Station Chaudron     | Ecole Quartier Français ⥋ Station Chaudron     | Ecole Quartier Français ⥋ Station Chaudron     | Ecole Quartier Français ⥋ Station Chaudron     | Ecole Quartier Français ⥋ Station Chaudron     | Ecole Quartier Français ⥋ Station Chaudron     |
| ----- | --- | ---------------------------------------------- | ---------------------------------------------- | ---------------------------------------------- | ---------------------------------------------- | ---------------------------------------------- | ---------------------------------------------- | ---------------------------------------------- | ---------------------------------------------- |
| EX1   | Ouverture / Fermeture 04/12/2024 / —                                                                              | Longueur —                                     | Durée 37 min                                   | Nb. d’arrêts 10                                | Matériel Temsa LD12 SB                         | Jours de fonctionnement L/M/M/J/V              | Jour / Soir / Nuit / Fêtes — / — / — / —       | Voy. / an —                                    | Dépôt —                                        |
| EX1   | Desserte : Quartier Français, Centre Ville Ste Suzanne, PEM Duparc, ZI Chaudron, Station de Téléphérique Chaudron |                                                |                                                |                                                |                                                |                                                |                                                |                                                |                                                |
| EX1   | Autre : |                                                |                                                |                                                |                                                |                                                |                                                |                                                |                                                |
| EX1   | Dernière actualisation : —                                                                                        |                                                |                                                |                                                |                                                |                                                |                                                |                                                |                                                |
| EX2   | Hôtel de Ville de Ste-Marie ⥋ Station Chaudron                                                                    | Hôtel de Ville de Ste-Marie ⥋ Station Chaudron | Hôtel de Ville de Ste-Marie ⥋ Station Chaudron | Hôtel de Ville de Ste-Marie ⥋ Station Chaudron | Hôtel de Ville de Ste-Marie ⥋ Station Chaudron | Hôtel de Ville de Ste-Marie ⥋ Station Chaudron | Hôtel de Ville de Ste-Marie ⥋ Station Chaudron | Hôtel de Ville de Ste-Marie ⥋ Station Chaudron | Hôtel de Ville de Ste-Marie ⥋ Station Chaudron |
| EX2   | Ouverture / Fermeture 04/12/2024 / —                                                                              | Longueur —                                     | Durée 21 min                                   | Nb. d’arrêts 8                                 | Matériel Temsa LD12SB Plus                     | Jours de fonctionnement L/M/M/J/V              | Jour / Soir / Nuit / Fêtes — / — / — / —       | Voy. / an —                                    | Dépôt —                                        |
| EX2   | Desserte : HDV Ste Marie, PEM Duparc, ZI Chaudron, Station de Téléphérique Chaudron                               |                                                |                                                |                                                |                                                |                                                |                                                |                                                |                                                |
| EX2   | Autre : |                                                |                                                |                                                |                                                |                                                |                                                |                                                |                                                |
| EX2   | Dernière actualisation : —                                                                                        |                                                |                                                |                                                |                                                |                                                |                                                |                                                |                                                |

## Mode de transport
La flotte de Citalis est composée de plusieurs types de véhicules pour s'adapter à la  variété des lignes de son réseau. Le parc est composé de 156 véhicules. Sur lignes centrales très fréquentées, des bus articulés circulent en plus des bus standards. Sur les lignes peu fréquentées, circulant sur des routes serpentant les hauts de Saint-Denis, des minibus assurent les trajets.
Le réseau est constitué principalement de Mercedes-Benz Citaro, Solaris Urbino 12 et Urbino 18 BHNS, ainsi que des Heuliez GX 127 et 127L. Le parc accueille de plus en plus de bus hybride.

## Mode de gestion
Le réseau Citalis est géré dans le cadre d'une Délégation de Service Public entre la CINOR et le groupement SODIPARC (mandataire), TRANSDEV OUTREMER, TAXINOR, CARS MARDE, SETCOR, STOI et VNM TRANSPORTS le 22 janvier 2016 pour une durée de 8 ans.(https://centraledesmarches.com/marches-publics/Sainte-Clotilde-CEDEX-La-Reunion-Departement-de-France-CINOR-Delegation-du-service-public-pour-l-exploitation-du-reseau-de-transport-public-urbain-de-la-CINOR/1901835)

## Tarification
Le ticket de base permettant de naviguer une heure et demie dans un bus du réseau s'achète 1,30 € à bord, et 1 € dans les points de vente fixes. Par carnet de dix, le ticket revient à 76 centimes.
Plusieurs formules d'abonnement permettent de rendre accessible à tous le transport collectif.
- Abonnement mensuel à 30 €
- Abonnement annuel à 300 €
- Pass Vacances 7 jours pour les - de 25 ans à 3 €
- Abonnement Joker destiné aux demandeurs d'emploi. Validité mensuelle, 16 €
- Abonnement jeunes -25 ans & étudiant. Validité mensuelle à 10 €, trimestrielle à 24 €, annuelle à 70 €
- Carte senior gratuite, disponible selon critères.
- La carte Réuni-Pass est valable sur les réseaux Car jaune, Alternéo, Réseau Estival, CarSud et Kar'Ouest

## Annexe